# Liste der Orte der Hep-Hep-Krawalle 1819
In der Liste der Orte der Hep-Hep-Krawalle 1819 werden alle antijüdischen Ausschreitungen (mit den größten Ausmaßen in Würzburg, Frankfurt am Main, Hamburg und Kopenhagen) sowie auch vereinzelte Vorfälle wie einzelne Steinwürfe, „Hep-Hep“-Rufe oder Drohungen verschiedener Art im Zeitraum zwischen August und November 1819 dokumentiert und nach ihrem Ausmaß und dem Grad der Gewalttätigkeiten kategorisiert.

## Überlieferung

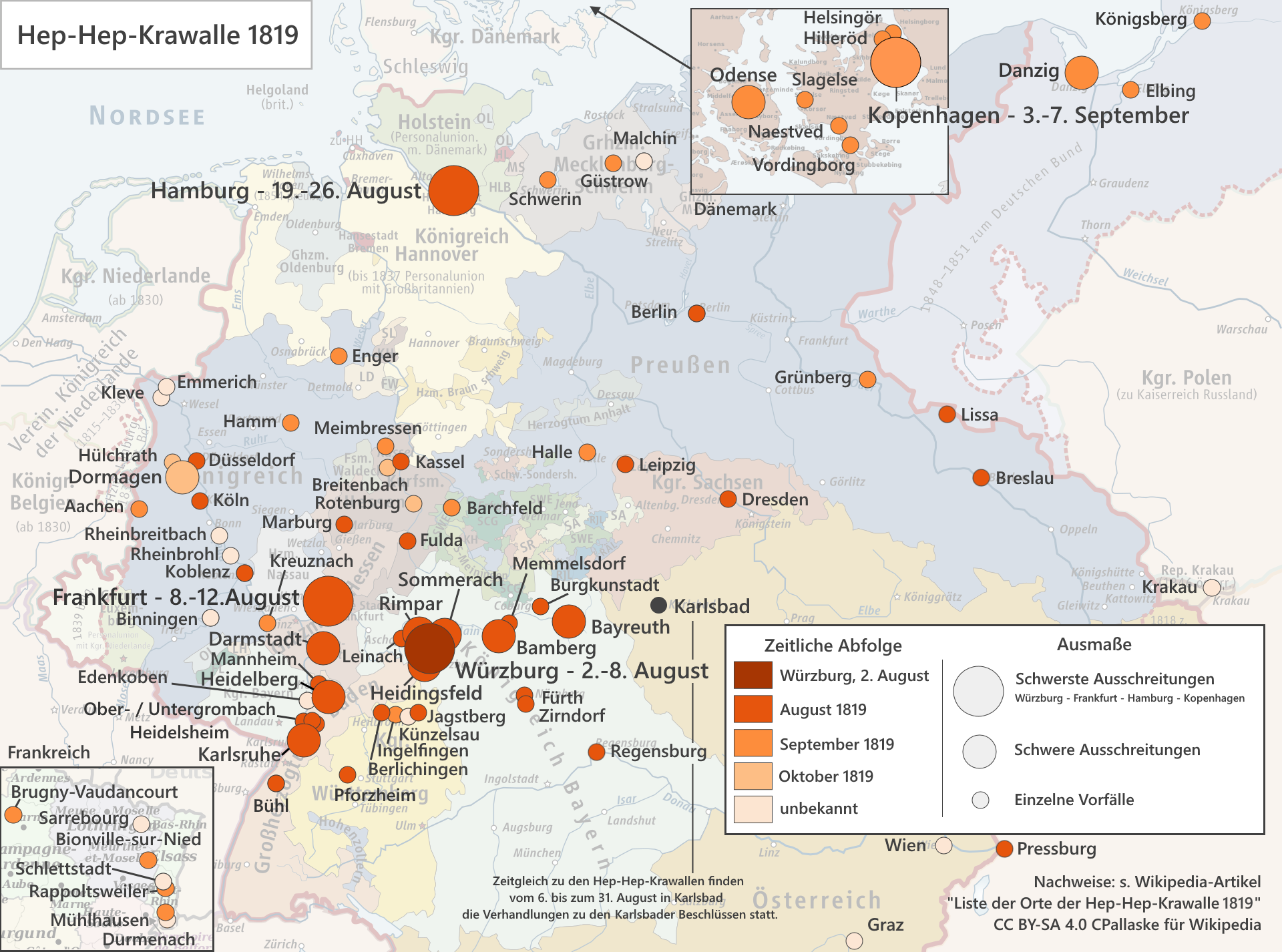
Karte der Hep-Hep-Krawalle 1819

Für die Rekonstruktion der Hep-Hep-Krawalle gibt es Quellen und Darstellungen aus verschiedenen Überlieferungszusammenhängen (s. den Abschnitt im Artikel Hep-Hep-Krawalle). Eine umfangreiche Darstellung der Ereignisse in verschiedenen Städten und Ortschaften, in denen es zwischen August und November 1819 zu Vorfällen kam, hat Stefan Rohrbacher 1993 in seiner Dissertation Gewalt im Biedermeier vorgelegt, die in der 2020 erschienenen Gesamtdarstellung Tumulte – Excesse – Pogrome: Kollektive Gewalt gegen Juden in Europa 1789–1900 von Werner Bergmann ergänzt wurde. Darüber hinaus gibt es inzwischen einige Einzeldarstellungen zu bestimmten Orten, die in der Liste als Fußnote nachgewiesen werden.
Stefan Rohrbacher stellt zu seiner ausführlichen Rekonstruktion der Schauplätze der Hep-Hep-Krawalle fest:

„Die hier gegebene Darstellung des Verlaufs der 'Hepp-Hepp-Krawalle' ist zweifellos keine vollständige Rekonstruktion. […] es ist wenig wahrscheinlich, dass es im badischen Kraichgau mit seinen zahlreichen jüdischen Gemeinden in einigen wenigen Orten zu offenbar doch erheblichen Exzessen kam, die Juden aber ansonsten ganz unbehelligt blieben. Auch die Geschehnisse in Frankfurt, Darmstadt oder Heidelberg haben zweifellos auf die benachbarten Ortschaften ausgestrahlt, auch wenn wir nur Vermutungen darüber anstellen können, wie sich etwa 'der böse Geist' äußerte, den man nach den Heidelberger Ausschreitungen auch bei den Bewohnern der umliegenden Dörfer ausmachen zu können glaubte. Dass vor allem in ländlichen Gegenden auch Tätlichkeiten nicht immer aktenkundig geworden sind, ist mit Sicherheit anzunehmen“

Ergänzungen (in der alphabetischen Liste von Städten und Ortschaften) der Liste, die sich auf neue Quellenfunde oder Publikationen stützen, können gerne vorgenommen werden.

## Übersicht
Übersicht über die Vorfälle im Zusammenhang der Hep-Hep-Krawalle (für jeden Ort nur ein Eintrag):
- A Die drei schwersten, mehrere Tage andauernden Ausschreitungen
- B Schwere Ausschreitungen
- C Vereinzelte Vorfälle
- D Unklare Fälle

| | August 1819                                                                   | September 1819                                                                                | Oktober 1819                                | anderer oder unbekannter Zeitpunkt                                    | insgesamt |
| A – Die vier schwersten, mehrere Tage andauernden Ausschreitungen                                            | Würzburg Frankfurt/M. Hamburg                                                 | Kopenhagen                                                                                    |                                             |                                                                       | 4         |
| B – Schwere Ausschreitungen                                                                                  | Bamberg Bayreuth Darmstadt Heidelberg Heidingsfeld Karlsruhe Rimpar Sommerach | Danzig Odense                                                                                 | Dormagen                                    |                                                                       | 11        |
| C1 – Kleinere Tumulte, dabei vereinzelt eingeworfene Fensterscheiben oder Übergriffe gegen einzelne Personen | Berlichingen Dresden Fulda Jagstberg Koblenz Leipzig Memmelsdorf Obergrombach | Barchfeld Enger Güstrow Hilleröd Helsingör Meimbressen Naestved Schwerin Slagelse Vordingborg | Hülchrath                                   | Rheinbreitbach Rheinbrohl                                             | 21        |
| C2 – Vereinzelte „Hep-Hep“-Rufe, Menschenaufläufe                                                            | Bühl Burgkunstadt Kassel Lissa                                                | Aachen Bergen Berlin Bionville-sur-Nied Brugny-Vaudancourt Mühlhausen Rappoltsweiler          | Königsberg                                  | Durmenach Edenkoben Graz Kleve Künzelsau Schlettstadt Saarebourg Wien | 20        |
| C3 – Vereinzelte Plakatanschläge, Schmierereien an Häusern, Drohbriefe oder Drohungen                        | Breslau Düsseldorf Köln Mannheim Marburg Regensburg Zirndorf                  | Elbing Grünberg Hamm Kreuznach Halle Ingelfingen                                              | Breitenbach Rotenburg Salmünster Volkmarsen |                                                                       | 17        |
| C4 – Andere oder nicht genauer ausgeführte vereinzelte Vorfälle                                              | Fürth Heidelsheim Leinach Mainz Pressburg Pforzheim Untergrombach             |                                                                                               |                                             | Binningen Emmerich Krakau Malchin                                     | 11        |
| insgesamt | 37                                                                            | 26                                                                                            | 7                                           | 14                                                                    | 84        |
| D – Unklare Fälle, fehlende Nachweise – werden nicht gezählt                                                 | Ebermannstadt Hannover Hollfeld Meiningen Pottenstein                         | Breisgau                                                                                      |                                             | Amsterdam Helsinki Linz Prag Riga Straßburg                           |           |

## Liste von Städten und Ortschaften
Alphabetische Liste von Städten und Ortschaften, in denen Vorfälle im Zusammenhang der Hep-Hep-Krawalle stattgefunden haben. Nur zitierte Primärquellen werden als Zitat eingerückt.
| Ort                                 | Datum                           | Vorfall |
| Aachen Preußen                      | September 1819                  | C2 – „Doch von vereinzelten Schmährufen abgesehen, wie sie etwa in Aachen gehört wurden […]“ – Zitat Rohrbacher (1993), S. 117 |
| Amsterdam Niederlande               | unbekannt                       | D – Bergmann (2020) ordnet Amsterdam den Orten zu, in denen es nur zu kleineren Vorfällen gekommen war. – unklar, mehr Nachweise erforderlich |
| Bamberg Oberfranken Bayern          | 8.–12. August 1819              | B – „Es folgten ab dem 8. August mehrtägige Ausschreitungen in Bamberg, in denen die Fensterscheiben von Juden bewohnter Häuser eingeworfen wurden, obwohl Patrouillen der Bürgerwehr eingerichtet worden waren. Erst ab dem 12. Juli [Fehler im Text: August] kehrte wieder Ruhe ein.“ – Zitat Bergmann (2020), S. 152 "In der Nacht des 8./9. August fielen Ausschreitungen gegen die Juden in Bamberg vor. Auch durch verstärkte Patrouillen konnte nicht verhindert werden, dass in den folgenden Nächten erneut an verschiedenen von Juden bewohnten Häusern die Fensterscheiben eingeworfen wurden. – Zitat Rohrbacher (1993), S. 102 f. Aufsatz von Johannes Staudenmaier: „Nach einem Bericht des in Bamberg geborenen und in Bayreuth tätigen Regierungsdirektors Friedrich Freiherr Lochner von Hüttenbach an den Minister des Innern Friedrich Graf von Thürheim vom folgenden Tag begannen die Aktionen mit einem Angriff auf ein Hauß vor dem Langgasser Thore, der sogenannten Salzlecke, welches ein Jud gekauft hat. Dem Würzburger Beispiel folgend wurden die Fenster eingeworfen. In der Nacht wurden weitere Häuser ins Visier genommen, auch dem Nathan Walter sowohl als mehreren anderen Juden wurden die Fenster unter dem lärmenden Geschrei Hep-hep eingeworfen. Dem Banquier Heßlein […] wird gedroht, daß in wenigen Tagen alle Juden aus ihren Häusern gejagt, und in die ehemalige Juden Gasse würden verwiesen werden. Wie in Würzburg begannen die antijüdischen Unruhen in Bamberg mit Zerstörung der Häuserfenster und Geschrei.“ An den folgenden Tagen kam es zu weiteren Ausschreitungen; am 12. August konnten die Krawalle beendet werden. |
| Barchfeld Kurhessen heute Thüringen | Sept./Okt. 1819                 | C1 – „Zu Ausschreitungen, die sich aber offenbar auf Fenstereinwürfe beschränkten, kam es hingegen im September und Oktober in einigen Landgemeinden, so in der kurhessischen Exklave Barchfeld (Thüringen) und in Meimbressen.“ – Zitat Rohrbacher (1993), S. 108 |
| Bayreuth Oberfranken Bayern         | 8. August 1819                  | B – „Ein ähnliches Muster [wie in Bamberg] zeigen die Krawalle am 11. und 12. August in Bayreuth, wo es bereits seit dem 8. August Drohbriefe und 'Hep-Hep'-Rufe gegeben hatte.“ – Zitat Bergmann (2020), S. 152 – mehr Nachweise notwendig, da es sich vermutlich um einen Vorfall der Kategorie B handelt „Am 11. August wurden an drei von Juden bewohnten Häusern einige Fensterscheiben eingeworfen; am Abend des 12. August kam es zu größeren Zusammenrottungen, und die Szenen vom Vortag wiederholten sich in bedeutenderem Ausmaß. Aus verschiedenen Gendarmeriestationen im weiten Umkreis wurden daraufhin Verstärkungen nach Bayreuth beordert. In den folgenden Nächten blieb es in Bayreuth 'ziemlich ruhig'“ – Zitat Rohrbacher (1993), S. 108 „Am 12. August 1819 kam es in Bayreuth erneut zu Ausschreitungen, bei denen Juden geschmäht und mit Steinen und Äpfeln beworfen wurden“ – Zitat auf der Seite Geschichte der Juden in Bayreuth (abgerufen am 17. Februar 2022) Primärquelle : Bericht über die Hep-Hep-Krawalle Bayreuth „Baireuth, 14. August, Das nachtheilige Beispiel in der Stadt Würzburg in übler Behandlung israelitischer Glaubensgenossen, bewirkte auch bei uns ein unangenehmes Ereignis. In der hiesigen Hauptstraße, welche zugleich der Marktplatz ist, versammelte sich am 12ten d. Abends nach 8 Uhr ein Haufe müssiger und ungesitteter junger Leute etc., indem sie den bekannten insultirenden Zuruf allenthalben laut werden ließen, nachdem in drei Juden Wohnungen Tags vorher einiger Fensterscheiben mit Steinen eingeworfen waren. Das Erscheinen einiger Militairpatrouillen zerstreute diese unruhigen Menschen und noch vor 10 Uhr hatten sie sich größtentheils verlaufen. Es wurden sogleich energische Maßregeln durch gemeinsames Benehmen der Policei und Militair Behörden ergriffen, durch welche jeder weitern Stöhrung der öffentlichen Ruhe vorgebeugt seyn wird. Seitdem hat der beleidigende Zuruf sich nicht weiter hören lassen, da Aeltern und Lehrer angewiesen worden sind, ihren Kindern und Lehrlingen denselben zu untersagen. […]“ |
| Bergen Hessen                       | Anfang September 1819           | C2 – Primärquelle: Bericht über die Hep-Hep-Krawalle in Bergen bei Hanau „Hanau, den 11. Sept. Unsre Stadt ist von unruhigen Auftritten gegen die Juden frey geblieben, mehrere jüdische Familien aus Frankfurt und andern Mayngegenden sind im Gegentheil zu größerer Sicherheit hierher geflüchtet; aber auf dem platten Lande hat es auch im Hanauischen an mancherley einzelnen Ausschweifungen nicht gefehlt. In einem Dorfe bei Bergen wurde ein durchreisender Jude von den Landleuten dergestalt verspottet, daß er bey dem Amtmann darüber eine Klage vorbrachte. Es wurde hieraus bey Thaler Strafe oder 14tägiger Einthürmung verbothen, sich irgend eines solchen Exzesses für die Zukunft gegen einen Juden zu erlauben. Als der Jude aber erneut das Dorf betrat, sah er sich dem ungeachtet von allen Seiten mit dem bekannten Losungswort begrüßt, und da es zur Untersuchung kam, bestanden die sämmtlichen Einwohner des Dorfes darauf, an den Vorfall Theil genommen zu haben, so daß man es aufgeben mußte, Einzelne zu bestrafen. -“ Nennung Im Hanauischen mit Datum in der „Übersicht über Ort und Zeit der tumultarischen Auftritte gegen die Juden in Deutschland 1819 mit dem Losungswort Hep-Hep“ (HStAM Best. 6 a Nr. 2548). |
| Berlichingen Württemberg            | 21./22. August 1819             | C1 – In Württemberg kam es „vielerorts vorkommende 'Neckereien' und Zettel mit Drohungen gegen die Juden, die in einigen Orten, wie Berlichingen, auch zu Steinwürfen einiger junger Burschen gegen einige jüdische Häuser oder zu physischer Gewalt eines betrunkenen Soldaten gegen einen einzelnen Juden ausarten konnten.“ – Zitat Bergmann (2020), S. 158 „In Berlichingen wurden am 21. August durch 'ledige Pursehe' Steine gegen Türe und Fensterläden eines von Juden bewohnten Hauses geworfen; in der Nacht wiederholten sich diese Exzesse vor mehreren Häusern.“ – Rohrbacher (1993), S. 110 |
| Berlin Preußen                      | August 1819                     | C4 – Primärquelle : Bericht über die Hep-Hep-Krawalle in Berlin „Die strafbaren Vorfälle in einigen Orten haben auch unter den hiesigen Israeliten bereits Besorgnisse erregt, und schon sind einige kleine Auftritte gewesen. So hatten z. B. vor einigen Tagen einige Judenfeinde mehrere Straßenbuben Geld gegeben, daß sie unter den Fenstern eines hiesigen Bankiers in Schöneberg (einem nahe gelegenen Dorf) rufen sollten, welches auch geschah. […]“ „Ohne nennenswertes Echo blieben die 'Hepp-Hepp-Krawalle' in Berlin. […] Einen französischen Pressebericht, wonach 'schon einige recht stürmische Szenen an verschiedenen öffentlichen Plätzen' vorgefallen seien, zitiert Poliakov, Antisemitismus, S. 103-104“ – Zitat Rohrbacher (1993), S. 118 Nennung der Stadt mit Datum in der „Übersicht über Ort und Zeit der tumultarischen Auftritte gegen die Juden in Deutschland 1819 mit dem Losungswort Hep-Hep“ (HStAM Best. 6 a Nr. 2548) Bergmann (2020) ordnet Berlin den Orten zu, in denen es nur zu kleineren Vorfällen gekommen war. – Bergmann (2020), S. 165 mehr Nachweise wünschenswert |
| Binningen Preußen                   | November oder Dezember 1819     | C4 – „[…] waren in den Monaten November und Dezember auch in entfernteren Gegenden der Rheinprovinz erstmals mehr oder minder schwerwiegende Exzesse zu verzeichnen, so in Emmerich und Binningen (Mosel).“ – Zitat Rohrbacher (1993), S. 118 |
| Bionville-sur-Nied Frankreich       | September 1819                  | C2 – „Solche 'Auftritte' [Hep-Hep-Rufe, kleine Tumulte] gab es auch in einigen kleineren Orten Lothringens (Brugny, Bionville-sur-Nied).“ – Zitat Bergmann (2020), S. 177 „Im Oktober berichtete das französische Innenministerium, daß die unruhigen Bewegungen gegen die Juden in Deutschland nun auch an mehreren Orten Lothringens ein Nachspiel gefunden hatten. Unordnungen waren in Saarburg und zwei kleinen Ortschaften im nördlichen Grenzgebiet, Brugny und Bionville-sur-Nied bei St. Avold, vorgekommen; doch hatten, sie sich offenbar auf 'Hepp-Hepp'-Rufe beschränkt.“ – Zitat Rohrbacher (1993), S. 123 |
| Breisgau Baden                      | Anfang September 1819           | D – Primärquelle: Bericht über die Hep-Hep-Krawalle im Breisgau, ohne genaue Ortsangabe „Vom Oberrhein, den 10. Sept. Im Elsaß sind keine unruhigen Bewegungen gegen die Juden wahrgenommen worden; aber auf dem rechten Rheinufer haben nun auch dergleichen im Breisgau Statt gehabt. Auf den Landstraßen im Badischen stößt man gegenwärtig häufig auf Patrouillen zu Pferd, die das Land nach allen Richtungen durchstreifen, um reisende Juden gegen Mißhandlungen sicher zu stellen.“ Angaben zu ungenau – Kategorie D |
| Breitenbach Kurhessen               | Oktober 1819                    | C3 – „In Breitenbach bei Kassel verkündete ein Tagelöhner, 'daß den 18ten October eine Schlacht sein solle, wo alle Juden geschlachtet werden sollten, er wolle auch noch in alle Wirthshäuser gehen, um es weiter bekannt zu machen.'“ – Zitat Rohrbacher (1993), S. 108 |
| Breslau Preußen                     | August 1819                     | C3 – „In Breslau ließ ein Buchdrucker an den Straßenecken Plakate anbringen, die eine gegen die Juden gerichtete Flugschrift anpriesen. Am gleichen Tag wurde ein Aufruf gefunden, der zum Angriff gegen die Juden aufforderte; doch blieb es bei 'ein paar Neckereien der Juden in einem Schänkhause'.“ – Zitat Rohrbacher (1993), S. 115 Bergmann (2020) ordnet Breslau den Orten zu, in denen es nur zu kleineren Vorfällen gekommen war. |
| Brugny-Vaudancourt Frankreich       | September 1819                  | C2 – „Solche 'Auftritte' [Hep-Hep-Rufe, kleine Tumulte] gab es auch in einigen kleineren Orten Lothringens (Brugny, Bionville-sur-Nied).“ – Zitat Bergmann (2020), S. 177 „Im Oktober berichtete das französische Innenministerium, daß die unruhigen Bewegungen gegen die Juden in Deutschland nun auch an mehreren Orten Lothringens ein Nachspiel gefunden hatten. Unordnungen waren in Saarburg und zwei kleinen Ortschaften im nördlichen Grenzgebiet, Brugny und Bionville-sur-Nied bei St. Avold, vorgekommen; doch hatten, sie sich offenbar auf 'Hepp-Hepp'-Rufe beschränkt.“ – Zitat Rohrbacher (1993), S. 123 |
| Bühl Baden                          | 22./29. August 1819             | C – „Während sich am 16./17. August in Karlsruhe und auch in Mannheim die judenfeindlichen Aktionen auf den Anschlag von Drohplakaten, Kaffeehausdiskussionen, 'Hep-Hep'-Rufen und vereinzelten Übergriffen beschränkten, brachen zwischen dem 20. und 22. August 1819 die ersten größeren Ausschreitungen in kleineren Städten, wie Pforzheim, Bühl sowie Heidelsheim und Untergrombach, beide zwischen Bruchsal und Karlsruhe gelegen, aus, die in einigen Fällen erst durch herbeigerufenes Militär unterdrückt werden konnten.“ – Zitat Bergmann (2020), S. 159 „Zwischen dem 20. und 22. August kam es in Pforzheim und Bühl 'zu höchst unruhigen Auftritten'; auch in Untergrombach bei Bruchsal 'hatten ähnliche Ausbrüche des Hasses Statt'. In Heidelsheim fielen in diesen Tagen ebenfalls bedeutendere Exzesse vor, die wie jene in Bühl durch herbeigerufenes Militär unterdrückt werden mußten.“ – Zitat Rohrbacher (1993), S. 111 Zeitungsartikel Badisches Tagblatt (2021): "ln Bühl begannen am 22. August 1819 Unruhen, die im Laufe der Woche zunahmen. Am nächsten Sonntag, am 29. August 1819, dem ersten Jahrestag der Verfassung, sollen es 'Volksmassen' gewesen sein, die sich auf den Straßen drängten. Mit Anbruch der Dunkelheit waren Rufe zu hören: Hep-Hep, auch noch am nächsten Tag […] Die amtlichen Untersuchungen nach den Unruhen richteten sich vor allem gegen den Kaufmann Joachim Maurer. Ein Färbergeselle namens Markus Meyer, der bei Franz Cornelius beschäftigt war, beschuldigte Maurer: Dieser sei am Sonntag bei ihm aufgetaucht und habe ihn gedrängt, in die Nachbarorte zu laufen und zu Hep-Hep-Rufen aufzustacheln. Dort wisse man bereits, dass es in der Nacht zum Montag 'hinter den Juden hergehe', alle sollten sich in Bühl, im 'Rebstock' auf der Hauptstraße, treffen. Der Zeuge Josef Herrle gab an, Maurer habe ihn nach Bühlertal und Altschweier und Kappel schicken wollen, um da Leute zu alarmieren, zur Unterstützung der Bühler, die in der Nacht'hinter die Juden wollten'. […] Amtmann Bäuerle war an diesem 29. August, wie er der Regierung berichtete, in höchster Alarmstimmung. Er sei überall zugegen gewesen, habe 'die Besten und verlässlichsten Bürger' als Bürgerpatrouille, zu 'Mithandhabern der öffentlichen Ruhe', eingesetzt. Er bestimmte auch Maßnahmen für die folgenden Nächte: Je 16 Mann der Bürgermiliz unter der Aufsicht eines Mitglieds der 'Gerichts', der örtlichen Vertretung, sollten auf alles Verdächtige achten und notfalls einschreiten." – Die bisher genauesten Angaben zu Bühl. Danach gab es hier einen großen Auflauf, aber keine Steinwürfe – deshalb Herabstufung zu C2 |
| Burgkunstadt Oberfranken Bayern     | 18. August 1819                 | C2 – „Die Unruhen blieben aber nicht auf die Städte begrenzt, sondern es kam in Ober- und Unterfranken auch in kleineren Orten und auf dem Lande zu 'Hep-Hep'-Rufen und Übergriffen. […], und in der gleichen Nacht [des 18. August] zogen die christlichen Einwohner Burgkunstadts mit 'Hep-Hep' -Rufen durch die vor allem von Juden bewohnte Unterstadt.“ – Zitat Bergmann (2020), S. 152 Primärquelle: Verfügung des Landgerichts Weismain an den Magistrat zu Burgkunstadt, 19. August 1819 [StadtA Burgkunstadt: A 130/1] „Soeben geht dahier die Nachricht ein, daß sich gestern Abends oder vielleicht bey eintrettender Nacht, einige Bewohner von Burgkundstadt erlaubt haben, in mehreren Abtheilungen die Gassen vorzüglich der untern Stadt zu durchschwärmen, dabey das bekannte Hep! Hep! auszurufen, und sich gegen israelitischen Einwohner mit Drohungen und beschimpfenden Ausrufungen zu vergehen. Der Magistrat daselbst wird hiermit nachdrücklich aufgefordert, nicht nur Angesichts ließ, über alles was ihm über gemeldeten Vorfalle bekannt worden, umständliche Anzeige zu erstatten, sondern in Berücksichtigung der ihm mitgetheilten allerhöchsten Entschließung [vgl. 1.3 a], die wirksamsten Maasregeln zur Abwendung oder Unterdrückung aller Unordnung anzuwenden. Zu diesem Ende wird der weitere Auftrag ertheilt, sogleich ein Landwehr-Commando von 40 Mann mit dem betreffenden Offizier zu bewafnen, und mit scharfen Patronen zu versehen, Abtheilungen hiervon zu Patrouillen zu verwenden, jede verdächtige Zusammenrottung zu verhindern, oder zu zerstreuen, und jeden Wiederspenstigen auf der Stelle zu arretiren, sofort täglich von den Vorfällen der abgewichenen Nacht Anzeige anher zu erstatten, und hiermit bis zu gänzlicher Herstellung der Ruhe fortzufahren. Das königl. Landgericht behält sich die Inspizienz der getroffenen Anordnungen bevor.“ |
| Danzig Preußen                      | 28. und 29. September 1819      | B – „Enorm gewalttätig verliefen die Ausschreitungen in Danzig. Flugschriften kursierten, deren Verfasser den Juden 'Untergang, Vertreibung und Tod' prophezeiten. Während des jüdischen Festtages der 'langen Nacht' (29. September, Jom Kippur) sollten die mosaisch Gläubigen angegriffen werden. Bereits am 28. September versammelten sich bei einer Synagoge antijüdisch gesinnte 'Menschen in Haufen'. Obwohl Militär, Landgendarmerie und Polizei die Demonstrationen auflösten, wurden Fenster jüdischer Häuser eingeworfen und Steine gegen Soldaten und Polizisten geschleudert. Tags darauf strömten noch mehr Judenfeinde herbei und beschädigten die Fenster dreier Synagogen.“ – Zitat Helfert „[…] zu einem regelrechten Tumult kam es erst am 28. September, als sich eine große Menschenmenge, vornehmlich aus Lehrjungen, Ladendienern und Handwerkern, vor der Synagoge in der Breitengasse sammelte, aus der heraus Steine geworfen und Fensterscheiben zerschlagen wurden. Die Polizei konnte die Randalierer zerstreuen, doch wiederholten sich die Ausschreitungen am 29., wo es unter 'Hep-Hep'-Rufen in den der Synagoge benachbarten Straßen nun zu Übergriffen auf jüdische Häuser kam Als sogar Aufrufe zu Plünderungen zu hören waren, wurden mehrere Kompanien Infanterie als Verstärkung herbeigerufen, die die Ruhe wiederherstellten.“ – Zitat Bergmann (2020), S. 166 Am 28. September: „Vor der neuen Synagoge und der Synagoge auf dem Zweiten Damm versammelten sich unter 'Hepp-Hepp'- und Hurrahrufen 'Volkshaufen', die von Gendarmerie und Polizeiwache zerstreut wurden; doch entstand vor der Synagoge auf dem Dritten Damm ein neuer Zusammenlauf, 'einige Fensterscheiben wurden dort eingeschlagen, einige Steinwürfe fielen vor.“ - am 29. September: „An zahlreichen von Juden bewohnten Häusern wurden die Fenster mit halben Ziegeln und Feldsteinen eingeworfen, bei einigen auch die Fensterläden zerschlagen. Da aus der Menge 'auch mehrere Äußerungen von vorzunehmenden Plünderungen' laut wurden, mußte schließlich Alarm geschlagen und die Entsendung mehrerer Kompanien Infanterie aus der Garnison verfügt werden.“ – Noch ein Vorfall am 1. Oktober: „[…] wurde schließlich aus Danzig berichtet, daß man am 10. Oktober an der dortigen Katharinenkirche eine 'Proclamation' angeschlagen gefunden hatte, die den Juden 'Tod und Verderben' androhte.“ – Zitat Rohrbacher (1993), S. 116 f. Monographie von Michael Szulc: Emanzipation in Stadt und Staat. Die Judenpolitik in Danzig 1807-1847 Primärquelle: Proklamation, Danzig, ohne Datum [September 1819] „Brüder in Christo! Auf, auf, sammelt euch, rüstet euch mit Muth und Kraft gegen deine Feinde unseres Glaubens, es ist Zeit, das Geschlecht der Christusmörder zu unterdrücken, damit sie nicht Herrscher werden über euch und unsere Nachkommen, denn stolz erhebt schon die Juden Rotte ihre Häupter und spotten unserer Ehrfurcht, daß wir unsere Knie beugen für den, den sie gewürgt, darum nieder! nieder mit ihnen, ehe sie unsere Priester kreutzigen, unsere Heiligthümer schänden und unsere Tempel zerstören, noch haben wir Macht über ihnen und die Gewalt ist in unseren Händen, darum laßt uns jetzt ihr sich selbst gefälltes Urtheil an ihnen vollstrecken, laut dem sie geschrien: Sein Blut komme über uns und unsere Kinder! Auf, wer getauft ist, es gilt der heiligsten Sache, fürchtet nichts und zögert keine Stunde, den Streit für den Glauben offen zu wagen. Diese Juden, die hier unter uns leben, die sich wie verzehrende Heuschrecken unter uns verbreiten, und die das ganze preußische Christentum dem Umsturz drohen, das sind Kinder derer, die da schrien: kreutzige, kreutzige. Nun auf zur Rache! unser Kampfgeschrey sey Hepp! Hepp!! Hepp!!! Aller Juden Tod und Verderben, Ihr müßt fliehen oder sterben.“ |
| Darmstadt Hessen                    | 12.–14. August                  | B – Die schweren Ausschreitungen in Darmstadt begannen am 12. August, „wo sich ‚eine nicht unbeträchtliche Menge‘ in zwei Gassen versammelte, in denen mehrere Juden wohnten. Bis Mitternacht wurden durch Steinwürfe Fenster und Läden der jüdischen Häuser zerstört, Vorgänge, die sich am nächsten Tag unter noch größerer Beteiligung von ‚unerwachsenen Menschen, Lehrlingen und Handwerksgesellen‘ wiederholten. Erst am 14. August gelang es der Landwehr mit Mühe, weitere Gewalttaten zu verhindern.“ – Zitat Bergmann (2020), S. 157 „Am 12. August wurden in Darmstadt von einer in der großen und kleinen Ochsengasse zusammengelaufenen Menge Steine gegen die Fenster und Läden der von Juden bewohnten Häuser geworfen. Obwohl nun zahlreiche Patrouillen zu Fuß und zu Pferde durch die Straßen zogen, wiederholten sich diese Szenen am folgenden Abend, wobei auch ein getaufter Jude Mißhandlungen erlitt.“ – Zitat Rohrbacher (1993), S. 109 Publikation Juden als Darmstädter Bürger über Darmstadt. Primärquelle : Bericht über die Hep-Hep-Krawalle in Darmstadt „Darmstadt, den 15. Aug. Die nämlichen Auftritte, welche in Würzburg, Frankfurt und anderen Orten Statt fanden, haben auch vorigen Donnerstag (den 12. dieß) in unserer Residenz begonnen. Eine nicht unbeträchtliche Menge sammelte sich der großen und kleinen Ochsengasse, wo mehrere Juden wohnen, und machten ihrer Wuth an Fenstern und Läden durch Steinwürfe Luft. Nach Mitternacht ward es ruhig. Da es am folgenden Abend zu ähnlichen Scenen kommen sollte, durchstreiften zahlreiche Patrouillen Fußvolk und Reiterey die Straßen, wodurch, nicht ohne Mühe, die Ruhe erhalten wurde. Gestern wurde durch eine weise schonende Maaßregel des Gouvernements die Sicherheit der Stadt einzig der hiesigen Landwehr anvertraut, und die Exzesse ließen nach. Zugleich machte die Polizeydeputation folgende Ermahnung bekannt: ‚Wenn sich gleich am vorigen Donnerstag Abend in der großen und kleinen Ochsengasse eine ungewöhnliche Menge Menschen versammelt hatte, so fiel doch daselbst, neben einigen muthwilligen Ausbrüchen, keine weitere Unordnung vor, und man durfte hoffen, daß sich auch ein solcher Vorfall unter den Augen des Souveräns, dem die hiesigen Einwohner so viel zu verdanken haben, nicht wieder erneuern würde. Zu unserm Leidwesen ist diese Erwartung nicht in Erfüllung gegangen. In jenen beyden Straßen haben sich gestern Abend noch mehr Menschen zusammen gerottet, alle gütlichen Aufforderungen, sich zu entfernen, nicht geachtet, und Exzesse mancherley Art begangen. Unerachtet auch hieran hauptsächlich nur unerwachsene und solche Menschen theilgenommen haben, die kein bleibender Aufenthalt an die hiesige Residenz knüpft, und unerachtet auch diese nur durch die, an andern Orten gegebenen Beyspiele verführt worden sind; so darf doch ein Uebel nicht geduldet werden, das immer größer zu werden droht, und das nur die verderblichen Folgen für alle Einwohner erzeugen kann. Wir fordern daher 1) sämmtliche Häuserbesitzer und Familienväter auf, ihre Angehörigen, besonders aber Kinder, Lehrlinge und Dienstboten, beym Einbruch der Nacht zurück zu halten, und wenn sie Geschäffte über die Straße rufen, sie anzuweisen, sich nicht länger als nöthig, daselbst zu verweilen; diejenigen aber, welche diesem nicht nachkommen, uns anzuzeigen. 2) Jedes Zusammenrotten auf der Straße oder vor den Häusern wird durchaus verboten, und Jeder, welcher hieran, sey es auch nur aus Neugierde, Theil nimmt, ohne Weiteres arretirt. 3) Derjenge, welcher durch lärmendes Geschrey, oder auf jede andere Art zu Unordnung reizt, und auffordert, so wie der, welcher die öffentliche Ruhe und Sicherheit mit der That, sey es durch Steinwerfen oder durch die Widersetzlichkeit gegen die betreffenden örtlichen Behörden, oder auf jede andere Art stört, wird als Aufrührer behandelt und nach der ganzen Schärfe des Gesetzes bestraft werden. 4) Indem wir endlich alle diejenigen, welche an den Exzessen Theil genommen, nochmals im Allgemeinen warnen sich dieß fernerhin nicht schuldig zu machen, ersuchen wir alle wohlgesinnten Einwohner, ihre Bemühungen mit denjenigen der Polizey zu vereinigen. Darmstadt, den 14. August 1819.‘“ |
| Dormagen Preußen                    | 20. Oktober 1819                | B – „Von Dormagen, wo ein Ritualmordgerücht zu einer bedrohlichen Situation führte, die aber von den Behörden unter Kontrolle gehalten wurde, führte das Gerücht zu vereinzelten Übergriffen etwa in einigen Nachbarorten wie Rommerskirchen, Wevelingshoven und Grimlingshausen, wobei es nur in Hülchrath zu Angriffen einer Menge von 20-30 zumeist jungen Burschen kam, die große Steine auf die jüdische Schule warfen und drei jüdische Gottesdienstbesucher blutig misshandelt haben sollen.“ – Zitat Bergmann (2020), S. 140, Fußnote 16 „Den entscheidenden Impuls für diesen späten Nachhall der 'Hepp-Hepp-Krawalle' gab offensichtlich die bereits erwähnte Ritualmord-Beschuldigung von Dormagen (Niederrhein). Am Schauplatz des vorgeblichen Ritualmordes versammelte sich am 19. Oktober eine Menschenmenge unter 'Hepp-Hepp'-Rufen vor dem Haus eines Juden. […] in Dormagen selbst hielten die Exzesse wochenlang an.“ – Zitat Rohrbacher (1993), S. 117 Primärquelle: Auszug: Die rheinische Dorfchronik des Joan Peter Delhoven aus Dormagen (1783 - 1823) „18. [Oktober …] Die allgemein verbreitete Sage, dem Kind wäre von Juden das Blut ausgesogen worden, hatte Tausende hierher gezogen. Viele waren drei Stunden weit gekommen, von Straberg, Nivenheim, Worringen hatten sich kleine Prozessionen gebildet, welche laut beteten. Da es eben Dienstag war, so ward die Kirche gepfropft voll. […] 20. […] Um 11 Uhr hatte sich eine Menge Worringer vor dem Hause des Juden Isaak versammelt, sie riefen „hep! hep!“, welches die Zerstörung Jerusalems bedeutet, und drohten das Haus zu stürmen. Die Anwesenheit aber des Bürgermeisters und der anderen Gerichtsherren von Köln und hier benahm ihnen den Mut. […] Aus den abgehörten Zeugen geht nichts hervor, was unseren Juden zur Last fällt; und die Tat kann ebenso gut von einem Christen als Juden, der besoffen war, verübt worden sein.“ |
| Dresden Sachsen                     | August oder September           | C1 – „In Leipzig und Dresden kam es nach Zeitungsberichten gegen Ende des Monats August oder in den ersten Septembertagen zu Exzessen, die sich jedoch offenbar auf Steinwürfe gegen die Fenster von Juden bewohnter Häuser beschränkten.“ – Zitat Rohrbacher (1993), S. 118 Eintrag als kleinerer Vorfall auf der Karte „Hep-Hep-Krawalle des Jahres 1819“ bei Bergmann (2020), S. 141 – mehr Nachweise wünschenswert |
| Düsseldorf Preußen                  | August 1819                     | C3 – „Ebenfalls am 15. August fand man in Düsseldorf, wo sich bereits zuvor Spuren antijüdischer Umtriebe gezeigt hatten, an mehreren von Juden bewohnten Häusern Anschläge, in denen ihnen ein Blutbad angedroht wurde. Eine Woche später wurden in Düsseldorf die Türen mehrerer von Juden bewohnter Häuser mit schwarzen Strichen gekennzeichnet und Zettel in den Straßen ausgestreut, die offenbar Gewalttaten gegen die Juden ankündigten.“ – Zitat Rohrbacher (1993), S. 114 „Aber auch in großen Städten dieser Region wie Köln und Düsseldorf gab es 'Hep-Hep'-Rufe und Plakatanschläge, die mit der Vertreibung der Juden oder gar mit einem Blutbad drohten, wobei es durch ein entschiedenes Handeln der Behörden bei bloßen Drohungen blieb“ – Zitat Bergmann (2020), S. 140, Fußnote 16 Bergmann (2020) ordnet Düsseldorf den Orten zu, in denen es nur zu kleineren Vorfällen gekommen war. Primärquelle: In Düsseldorf (22. August) z. B. wurden an jüdischen Wohnhäusern Plakate angeschlagen, auf denen es hieß: „Schon zu lange hat die Herrschaft der Juden über den Betrieb des Handels gedauert. Mit ruhigen Augen haben die Christen diesem unerlaubten Unwesen zugesehen, die Zeiten haben sich geändert. Sind bis 26ten dieses Monats dem Handel und Moral verderbenden Volke, was kein gesetzmäßiges Oberhaupt anerkennen kann, nicht Schranken gesetzt, so soll ein Blutbad entstehen, das anstatt Bartholomäus-Nacht, Salomoni-Nacht heißen soll.“ |
| Durmenach Frankreich                | unbekannt                       | C2 „Auch im notorisch unruhigen Elsass kam es in Straßburg zu 'Hep-Hep'-Rufen und zu unruhigen Auftritten, etwa in Schlettstadt und Ribeauville (Rappoltsweiler), in der Umgebung von Mühlhausen sowie in Durmenach, aber es waren keine Exzesse zu verzeichnen.“ und „Offenbar harten in einigen Fällen die Behörden Vorsichtsmaßnahmen getroffen, so ließ der Unterpräfekt aufgrund der Polizeiberichte und der Befürchtungen der jüdischen Gemeinde in Durmenach für die hohen jüdischen Feiertage im September Polizeipatrouillen anordnen, obwohl er selbst diese Maßnahme für übertrieben hielt.“ – Zitat Bergmann (2020), S. 177, auch Fußnote 177 |
| Ebermannstadt Oberfranken Bayern    |                                 | D – Auf die Polizeiverstärkung in Bayreuth „beziehen sich die irrigen Angaben über Vorfälle in Pottenstein, Hollfeld, Ebermannstadt und 'vielen anderen Orten Oberfrankens' [bei Erb/Bergmann: Nachtseite der Judenemanzipation]“ – Zitat Rohrbacher (1993), S. 105 – also hier offenbar keine Vorfälle |
| Edenkoben Rheinpfalz Bayern         | unbekannt                       | C2 – „Auch in der bayerischen Provinz Rheinpfalz zeigten sich vereinzelt 'Spuren einer Gährung gegen die Juden', so in Edenkoben. Exzesse waren aber auch hier nicht zu verzeichnen.“ – Rohrbacher (1993), S. 105 |
| Elbing Preußen                      | 28. September 1819              | C3 – „Auch in Elbing wurden vor dem Versöhnungstag Zettel gegen die Juden an den Hauswänden angeschlagen“ – Zitat Rohrbacher (1993), S. 116 Bergmann (2020) ordnet Elbing den Orten zu, in denen es nur zu kleineren Vorfällen gekommen war. |
| Emmerich Preußen                    | November oder Dezember 1819     | C4 – „[…] waren in den Monaten November und Dezember auch in entfernteren Gegenden der Rheinprovinz erstmals mehr oder minder schwerwiegende Exzesse zu verzeichnen, so in Emmerich und Binningen (Mosel).“ – Zitat Rohrbacher (1993), S. 118 |
| Enger Preußen                       | 18. September 1819              | C1 – „Zu kleineren Eskalationen, in denen eine zusammengelaufene Menge Steine warf und einzelne Juden verprügelte, kam es am 18. September in Enger (Westfalen).“ – Zitat Bergmann (2020), 165 „Am Vorabend des Neujahrstages, dem 18. September, wurden in Enger (Westfalen) 'durch zusammengelaufenen Pöbel' unter 'Hepp-Hepp'-Rufen 'verschiedene Excesse durch Steinewerfen an die Fensterladen und Durchprügelung der habhaft gewordenen Juden begangen'.“ – Zitat Rohrbacher (1993), S. 115 |
| Frankfurt am Main Freie Reichsstadt | 8.–12. August 1819              | A – Neben Würzburg ereigneten sich in Frankfurt die schwersten Ausschreitungen. "Am 8. August gab es in Frankfurt eine erste Reiberei zwischen christlichen Handelslehrlingen und Juden […]. Am Abend [des 10. August] drangen zunächst Dutzende, dann 'einige Hundert Menschen' die mit Knüppeln, Steinen und Messern bewaffnet waren, in die Judengasse und die angrenzenden Straßen ein, um die Fenster einzuwerfen, wodurch etliche Juden verletzt wurden, Schüsse abzufeuern, die Wohnungen reicherer Juden zu verwüsten und Juden zu attackieren, die sich auf die Straße wagten. Von den auf beiden Seiten abgefeuerten Schüssen sollen auf beiden Seiten Personen verletzt worden sein. Erst zwei Stunden nach Beginn der Unruhen setzte der Senat die Landwehr ein, die 'mit gefälltem Bajonett und Kolbenstößen eingriff und die Judengasse von Tumultuanten säuberte'. – Zitat Bergmann (2020), 154f.; dort auch Angaben zur Zahl der Angreifer, die sich am Abend des 10. August vor dem Geschäftshaus Rothschilds versammelten. Sie wurde in zeitgenössischen Quellen mit Tausende bzw. 6.000 Menschen angegeben (S. 154, Fußnote 71). „[…] schließlich kam es auch hier zu erheblichen Ausschreitungen Am Nachmittag des 10. August wurden alle Juden aus der öffentlichen Promenade vor der Stadt vertrieben. In den Abendstunden versammelten sich große 'Volkshaufen' in der Judengasse und den angrenzenden von Juden bewohnten Straßen; schließlich wurden von der offenbar nach Tausenden zählenden Menge zunächst am Haus der Familie Rothschild und dann auch an verschiedenen anderen jüdischen Häusern die Fenster zertrümmert. Erst nach Mitternacht gelang es Polizei, Militär und Bürgergarden, die Ruhe wiederherzustellen. […] Zahlreiche jüdische Familien suchten vorübergehend in den umliegenden Ortschaften Zuflucht. Nicht zuletzt auf die energischen Demarchen der Bundesversammlung hin ergriff der Senat umfangreiche Vorkehrungen zur Vermeidung weiterer Unruhen.“ – Zitat Rohrbacher (1993), S. 104 f. Primärquelle 1: Bericht des bayerischen Gesandten, von Aretin, an die Regierung in München. Frankfurt, 11. August 1819 [HStA München: M.A. 9620] „Der Volksaufstand gegen die Juden in Würzburg hat auch bereits hier seine Wirkungen hervorgebracht. Schon gleich, als die Nachricht dieses Vorfalls dahier bekannt wurde, haben Straßenjungen die Juden mit dem nämlichen Ausruf, wie dort, geneckt, und zwei Tage nacheinander sind die Juden, die auf der Post die Austheilung der Briefe erwarteten, von den Hausknechten und Dienern der christlichen Kaufleute hinausgeworfen worden. Gestern abends wurden Spazierengehende vor den Thoren auf die nämliche Weise angerufen, und gegen Abend vergrößerten sich die Volkshaufen auf den Straßen, besonders in der Gegend der Konstabler-Wache am Ende der Zeit und in der Fahrgasse bis auf den Grad, daß um 9 Uhr ein offener Tumult ausbrach, welcher bis nach Mitternacht dauerte. Während dieser Zeit hat der ungestüme Volkshaufe in einer Zahl von ungefähr 6000 Menschen, großentheils aus Straßenjungen, Studenten, Handwerksburschen und Handlungs-Commis, dann Einwohnern von Sachsenhausen bestehend, die Fenster in dem Hause des Banquiers von Rothschild, dann mehreren anderen Judenhäusern in der Neugasse, Judengasse und Fahrgasse zertrümmert, und immer mehr Unheil zu stiften gedroht. Nach Mitternacht hat es endlich der Polizei, dem besoldeten Militair und den Bürgergarden geglückt, die Ruhe herzustellen, und nach und nach verliefen sich die Haufen.“ Primärquelle 2: Bericht über die Hep-Hep-Krawalle in Frankfurt „Frankfurt, den 11. Aug. In verwichener Nacht ist auf der Straße vor den Wohnungen einiger hiesigen Handelsleute durch eine Zusammenrottung mehrerer junger, meistens fremder Leute die öffentliche Ruhe auf kurze Zeit gestört, und an einigen jüdischen Häusern die Fenster eingeschlagen worden. Die eigentliche Veranlassung soll bey dem Briefabholen an dem Oberpostamte sich ergebe haben, wo wegen des Zudrangs der jüdischen und christlichen Abholer Wortwechsel, Streit, Schimpfworte und zuletzt Thätigkeiten vorgefallen seyn sollen. Aus diesem kleinen Vorfall entstand eine Erbitterung, die schon lange geglimmt hatte. Den Juden wurden die Worte der Würzburger Gassenjungen, Hepp, Hepp, zugerufen, und dadurch ergaben sich auf offner Straße bösartige Auftritte, deren Folge war, daß Abends um 9 Uhr an mehreren Judenhäusern die Fenster eingeworfen wurden. Dieß Alles geschah am 10. Dieß. Am Nachmittage dieses Tages gieng der Pöbel schon so weit, daß er die Juden aus der öffentlichen Promenade vor der Stadt vertrieb. Gegen Abend nun rottete sich eine Menge Handwerkerspursche, Tagelöhner ec. Zusammen, und mißhandelte, wie gesagt, die Häuser der Juden. Die Polizey und die Mannschaft der nächstgelegenen Wache boten Alles auf, um die Ruhe herzustellen; allein da der Haufe immer größer wurde, so sah man sich genöthigt, das Militär ausrücken zu lassen, und auch einen Theil der Landwehr sowohl Infanterie als Kavallerie aufzubieten, durch welche endlich die Ruhestörer zerstreuet wurden. Der übrige Theil der Nacht von gestern auf heute gieng ruhig vorüber, und für den heutigen Tag, wo zahlreiche Patrouillen die Straßen durchzogen, waren alle Vorkehrungen getroffen, um ähnlichen Exzessen vorzubeugen, an denen übrigens kein rechtlicher Bürger Frankfurts Antheil genommen hat. (Die Nacht ist ebenfalls ruhig vorüber gegangen, was als eine Folge der getroffenen Maaßregeln angesehen werden kann.) Die eigentliche nähere Veranlassung und die Urheber dieser Unordnungen werden erst durch die eingeleitete Untersuchung entdeckt und letztere strenge bestraft werden. […]“ |
| Fürth Mittelfranken Bayern          | 18. August 1819                 | C4 – „Außerhalb Ober- und Unterfrankens blieb es in Bayern weitgehend ruhig, es kam nur zu kleineren Vorfällen und Drohbriefen etwa in Regensburg, wo die sofort ergriffenen militärischen Schutzmaßnahmen weitere Eskalationen verhinderten, sowie in Fürth und Zirndorf.“ – Zitat Bergmann (2020), S. 152 |
| Fulda Kurhessen                     | 10.–16. August 1819             | C1 – „Nachdem in Fulda bereits am 10. August erste Drohungen, Steinwürfe und »Hep-Hep«-Rufe seitens kleinerer Gruppen junger Leute und Handwerksburschen registriert worden waren, blieb es in der Stadt unruhig, und am 16. wurde am Morgen in einem 'Circular an die Bürger der Stadt Fulda' dazu aufgerufen, die Juden wie in Würzburg und Frankfurt aus der Stadt hinauszuprügeln, was in den Abendstunden dann zu erneuten Zusammenrottungen junger Leute führte. Doch konnte ein Ausbruch der Gewalt durch Militärpatrouillen verhindert werden.“ – Zitat Bergmann (2020), S. 157 „Abermals kam es zu Steinwürfen gegen Juden In den Abendstunden [des 16. August] sammelten sich Trupps junger Leute und Handwerksburschen auf einem öffentlichen Platz in der Nähe der Judengasse; eine weitere Zusammenrottung bewaffneter junger Leute, die heftige Drohungen gegen die Juden ausgestoßen hätten, sollte außerhalb der Stadt am jüdischen Friedhof beobachtet worden sein. Der Einsatz von Militärpatrouillen verhinderte jedoch weitere Zwischenfälle.“ – Zitat Rohrbacher (1993), S. 107 Primärquelle: Aufruf zu Ausschreitungen gegen die Juden zu Fulda, aufgefunden am 16. August 1819 [StA Marburg: 24a/28] „Circular an die Bürger der Stadt Fulda. Man ersucht hiermit die Bürger der Stadt Fulda, diesen so angemessenen Erfolg, die Juden betreffend, zu vollführen, als Mann sieht nunmehr ein, wie wohl die Bürger der Stadt Frankfurt u. Würzburg handelten, daß Sie ihre Betrüger u. Juden vertrieben, so halten wir für gut nun diese Gelegenheit zu Nutz zu machen und sie ebenfalls hinaus zu Prügel. Unsere Zahl so sich dazu verstanden hat beläuft sich auf 250 und wird jeden Tag stärker, es wird vor dem Ausführen unseres Plans ein ganz unbekanntes Signal gegeben werden, wo wir wie anderseitig alle Bürger der Stadt auffordern, sich an uns anzuschließen um unser Vorhaben auch gut vollführen zu können.“ |
| Graz Österreich                     | unbekannt                       | C2 – „In Österreich fanden die 'Hepp-Hepp-Krawalle' offenbar nur geringen Widerhall In Wien und Graz zeigten sich Spuren der Unruhe, die jedoch keine ernsteren Folgen hatten. […] In Wien fand man an von Juden bewohnten Häusern die Aufschrift 'Hepp-Hepp'; hier und in Graz wurden 'Hepp-Hepp'-Rufe laut.“ – Rohrbacher (1993), S. 122 Bergmann (2020) ordnet Graz den Orten zu, in denen es nur zu kleineren Vorfällen gekommen war. |
| Grünberg Preußen                    | 10. September 1819              | C3 – „Flugzettel mit dem 'Signalwort Hep Hep' wurden in Grünberg bei Liegnitz verbreitet. Die Ursache hierfür, schrieb der zuständige Regierungsrat, sei die 'Bedrückung' der Grünberger Tuchfabrikanten durch jüdische Händler. In einem der Traktate las man, dass auf einen jüdischen Tuchhändler namens Philipp einzuschlagen sei, 'denn solche blutsaugende Creatur muß nicht unter lebenden Menschen geduldet werden'. Unter der Losung 'Hep! Hep! Jude verreck!' sollten sich die Gegner der Juden 'bewaffnet' in Grünberg versammeln“ – Zitat Helfert „In Grünberg (Niederschlesien) tauchten in den ersten Septembertagen Anschläge auf, die zu Verfolgung und Vertreibung der Juden aufriefen. Doch auch hier fielen keine Ausschreitungen vor. […] Die Anschläge waren zum Teil als Theaterzettel für ein fiktives Stück mit dem Titel 'Hep-Hep oder Krieg gegen die Juden. Eine Bluthochzeit in mehreren Abtheilungen' abgefaßt.“ – Zitat Rohrbacher (1993), S. 115 Bergmann (2020) ordnet Grünberg den Orten zu, in denen es nur zu kleineren Vorfällen gekommen war. |
| Güstrow Mecklenburg-Schwerin        | September 1819                  | C1 – „Geschehnisse in Güstrow anlässlich des jüdischen Feiertages Jom Kippur, die sich insbesondere gegen einen jüdischen Kaufmann Baer richteten“ – Zitat Gramenz „'In Mecklenburg fand vorzugsweise in Güstrow das Hep-Hep-Geschrei Anklang.' Mehrfach wurden Brandschriften gefunden, die auf eine Verschwörung zur Judenverfolgung schließen ließen. Am Versöhnungstag wurde deshalb die Synagoge durch einen Militärkordon eingeschlossen, und die Offiziere wohnten dem Gottesdienst bei; zu Übergriffen kam es nicht.“ – Zitat Rohrbacher (1993), S. 120 Bergmann (2020) ordnet Güstrow den Orten zu, in denen es nur zu kleineren Vorfällen gekommen war. |
| Halle (Saale) Preußen               | 10./11. September 1819          | C3 – In Halle (Saale) wurde in der Nacht des 10./11. September an mehrere von Juden bewohnte Häuser das gefürchtete Losungswort mit Kreide angeschrieben; weitere Anzeichen für ein bevorstehendes Übergreifen der 'Hepp-Hepp-Krawalle' wurden aber auch hier nicht mehr festgestellt" – Zitat Rohrbacher (1993), S. 115 Bergmann (2020) ordnet Halle den Orten zu, in denen es nur zu kleineren Vorfällen gekommen war. |
| Hamburg Freie und Hansestadt        | 19–26. August 1819              | A – In Hamburg ereigneten sich über eine Woche lang teils schwere Ausschreitungen. Die Tumulte begannen, als am 19. August jüdische Kaffeehausbesucher an der Alster beleidigt und aus dem Lokal vertrieben wurden. „Daran entzündeten sich mehrtägige Unruhen, die sich in der Stadt ausbreiteten. Antijüdische Flugblätter mit Parolen wie „Hepp-Hepp – Jude verreck“ wurden gefunden, die Fensterscheiben der Häuser jüdischer Kaufleute wurden eingeworfen, und es kam zu tätlichen Übergriffen. Als sich dann junge Juden zur Wehr setzten, spitzte sich die Lage weiter zu, und ein gewaltbereiter Mob zog randalierend durch die Straßen.“ „Am 24. weiteten sich die Tumulte auf die Stadt aus, und es wurden Häuser wohlhabender jüdischer Bürger attackiert und die einschreitenden Polizisten beschimpft und geschlagen. Erst die Kavallerie konnte die Unruhen vorläufig beenden. Am folgenden Abend eskalierte die Situation weiter, und eine große Menschenmenge zog durch die Stadt, warf in den von Juden bewohnten Häusern die Fensterscheiben ein, misshandelte ihre Bewohner and kehrte sich mit Steinwürfen sogar gegen die Ordnungskräfte, wobei Mitglieder der Bürgerwehr offenbar die Seiten wechselten. Die Menge musste schließlich mit gefälltem Bajonett auseinandergetrieben werden. In einem Fall wurde sogar von einem bewaffneten Haufen ein Haus gestürmt und demoliert, in dem angeblich ein Christ gefangen gehalten wurde.“ – Zitat Bergmann (2020), S. 175, dort wird weiter berichtet, dass einige jüdische Bewohner aus Hamburg flohen und die Tumulte schließlich durch Einsatz von Bürgermilitär beendet wurde. Dennoch kam es bis in den November hinein zu weiteren einzelnen Vorfällen. Auf Flugblättern stand Hepp, hepp, der Jude muß inn Dreck oder … Juden verreck. Am Abend des 24. August „trafen die Belästigungen und Mißhandlungen in den Kaffeehäusern jedoch auf eine organisierte Gegenwehr der Juden. Dieser unerwartete Widerstand mag dazu beigetragen haben, daß die Lage nun weiter eskalierte. Am folgenden Tag, dem 25. August, kam es zu schweren Ausschreitungen. Bereits in den frühen Morgenstunden waren am Jungfemstieg mehrere Zettel mit Aufschriften wie 'Hepp, Hepp, der Jude muß in'n Dreck' gefunden worden. Am späteren Abend durchzogen große Menschenmengen die Straßen und warfen an zahlreichen von Juden bewohnten Häusern die Fensterscheiben ein. Eine Infanteriepatrouille stieß auf etwa dreihundert Tumultuanten, die sich sofort in zwei Abteilungen teilten, strategische Aufstellung nahmen und sich mit Steinen bewaffneten; da sie auf die Aufforderung, sich ruhig zu entfernen, mit Steinwürfen reagierten, wurden sie schließlich mit gefälltem Bajonett auseinandergetrieben.“ – Zitat Rohrbacher (1993), S. 121 Online-Artikel: Moshe Zimmermann: Die Hep-Hep-Unruhen in Hamburg. Ludolf Holsts Schrift „Über das Verhältnis der Juden zu den Christen in den Handelsstädten“ Primärquellen 1 und 2 auf den von Geschichtsbuch Hamburg: 1. „Anzeige des Samuel Isaak Brie über die am 25. August 1819 im Haus seines Vaters begangenen Exzesse“ vom 25. September 1819, 2. Bekanntmachung des Hamburger Rates 1819: Ausgangsverbot für Juden vom 26. August 1819 Primärquelle 3: Bericht über die Hep-Hep-Krawalle in Hamburg „Es ist wieder zu Thätlichkeiten gegen die Juden gekommen. Seit vorigem Freytag durfte sich kein Jude auf den öffentlichen Spaziergängen und in den dort gelegenen Kaffeehäusern blicken lassen, oder er ward mit dem ihren so furchtbar gewordenen „Hep,Hep!“ begrüßt, und ohne Umstände weggeführt. Da nun aber die Juden ihrer Seits gleichfalls vorgestern ein christliches Kaffeehaus mit Uebermacht überfielen und die eben Anwesenden unter Mißhandlungen vertrieben, so machten sie das Uebel dadurch ärger, und veranlaßten, daß gestern Abend eine Menge junger Leute, nicht von Pöbel, die Straßen bis nach Mitternacht durchzogen, überall das „Hep, Hep!“ erschallen ließen, und in mehreren jüdischen Häusern die Fenster einwarfen; Juden selbst trafen sie nirgends. Unter den angegriffenen Häusern ist das von M. A. Heckscher am härtesten mitgenommen worden. Der Senat hat demnach 2 Bataillone Infanterie und eine Abtheilung Kanoniere auf diesen Abend 8 Uhr nach ihren Lärmplätzen beordert, um die öffentliche Ruhe zu erhalten […].“ Primärquelle 4: Bericht über die Hep-Hep-Krawalle in Hamburg „[…] Auf die gewisse Nachricht, daß die Ruhestörer, die in Rotten organisirt und besoldet, mit jedem Tage um Tausende zunahmen, sich ferner nicht mit bloßen Beschimpfungen und Fenstereinwerfen begnügen würden, und daß nicht nur ein großer Theil der hiesigen Bewohner laut und unumwunden dem Unfuge seinen Beifall gab, sondern selbst mehrere aus den höheren Ständen, in der ihnen geziemenden Kleidung des Pöbels vermummt, als die Häupter desselben erkannt wurden, wanderten Hunderte der reichsten jüdischen Familien im Vertrauen auf den Schutz der humanen Dänischen Regierung und der musterhaften Polizey daselbst, nach Altona und dem übrigen benachbarten Dänischen Gebiete aus, und benahmen auf diese Weise den Raubgierigen die Aussicht einer reichlicheren Beute. Man muß in den letzten sechs Jahren in Hamburg gelebt und die eigentliche Volksstimmung genau beachtet haben, um sich überzeugt zu halten, daß das sich selbst überlassene Volk durchaus nicht gegen seine Israelitischen Mitbrüder gestimmt war, und daß in diesen Bewegungen des Volkes, die sich in den freien Städten offenbar aussprechen, die Israeliten, denen welches eine Unruhe der Bürger gern sehen mögen, nur der beste Zunder schienen […].“ |
| Hamm Preußen                        | 19. September 1819              | C3 – „In Hamm (Westfalen) wurde am 19. September vor einem der Stadttore eine ausgestopfte Figur gefunden, die einen gehängten Juden vorstellen sollte und der verschiedene Zettel mit einem Schmähgedicht und Drohungen gegen die Juden sowie 'Reisepässe' für mehrere jüdische Handelsleute beigegeben waren.“ – Zitat Rohrbacher, 115 Bergmann (2020) ordnet Hamm den Orten zu, in denen es nur zu kleineren Vorfällen gekommen war. |
| Hannover Königreich Hannover        | August 1819                     | D – Primärquelle: Erwähnung Hannover (ohne weitere Angaben) „Kurze Nachrichten […] Die nämlichen Auftritte, welche in Würzburg, Bamberg, Frankfurt am Main gegen die Israelitischen Glaubensgenossen Statt gefunden haben, sollen auch in Baireuth, Darmstadt, Hannover und Mainz vorgefallen seyn.“ Genauere Angaben notwendig – Kategorie D |
| Heidelberg Baden                    | 25. August 1819                 | B – Quellen auf den Seiten des Heidelberger Geschichtsvereins und Aufsatz von Hans-Martin Mumm. Mumm gibt eine Aufstellung der entstandenen Schäden. Demnach gab es im Haus von Samuel Carlebach einen Schaden von 2237 Gulden, bei Hirsch Marx 2598 Gulden und bei Herz Carlebach 827 Gulden. Dies waren nicht die Häuser der reichen Juden, sondern des im Handwerk tätigen Mittelstandes. Die neun Männer, die von den Burschenschaftern als Gefangene genommen wurden, waren Handwerksgesellen, darunter fünf aus Heidelberg und vier „nichtbadische Handwerksgesellen“ (S. 28f.). Primärquelle 1: Bericht über die Hep-Hep-Krawalle in Heidelberg „Heidelberg, vom 26. Aug. Nachdem schon seit mehreren Wochen das bekannte Losungswort „Hep Hep“ durch alle Straßen tönte, wurde vorgestern sogar ein Judenmädchen von einem Bürger persönlich insultiert, dieser deswegen verhaftet, aber gestern Morgen von dem Bürgermilitär, das bei Gelegenheit des festlichen Ludwigs-Tages musizirend durch die Stadt zog, eigenmächtig wieder befreit. Zwischen 7 und 8 Uhr des Abend zogen Schaaren von Hepmännern gegen die Judenwohnungen, durchbrachen mit Aexten, Brecheisen und ähnlichen Instrumenten bewaffnet, an mehreren derselben die Fenster, Läden und Thüren, und drangen so, da sie zu dieser Operation fast drei Stunden lang vollkommen Muße hatten, in die Häuser selbst, wo sie alles, was sie vorfanden, plünderten oder zerschlugen, alles in verschlossenen Pulten vorräthige Geld raubten, Papiere zerrissen, Bette zerschnitten und eine solche Zerstörung anrichteten, daß fast die ganze Straße von Bettfedern, Trümmern der Möblen und dergleichen gefüllt war. Keine verhindernde Masregel von Seiten der Polizei oder der noch dazu gerade bewaffneten Bürgergarde war bis nach gestilltem Lärm im entferntesten zu sehen, und so hätten dann sicher alle jüdischen Häuser ein gleiches Schicksal tragen müssen, wäre nicht plötzlich, als bereits drei ausgeplündert, und bei einem vierten der Versuch gemacht worden, eine ungewöhnliche Hülfe gekommen. Die Studierenden der hiesigen Universität waren es nämlich, welche bewaffnet mit Hiebern, Säbeln und Rapieren, die Räuber augenblicklich zerstreuten, diejenigen, deren sie habhaft werden konnten, der städtischen Behörde überlieferten, und so die Juden vor fernerer Mißhandlung, die Bürger vor größerer Schande, den Magistrat vor höherer Verantwortlichkeit sicher stellten.“ Primärquelle 2: Bericht über die Hep-Hep-Krawalle in Heidelberg „Die den jetzigen Zeitgeist, oder wenigstens die Stimmung der niedern Volsklassen nicht vortheilhaft bezeichnenden Neckereien der Israeliten äußerten sich neuerlich auch in mehreren Städten unsers Großherzogthums. Am heftigsten waren diese Auftritte am 25. d. in Heidelberg. Es wurden daselbst mehrere Judenhäuser gestürmt, die darin vorgefundenen Mobilien, Waaren ec. Auf die Straße geworfen, und die ganze Hauseinrichtung zerstört. Nur mit Hülfe der Akademiker konnte endlich die Ruhe wieder hergestellt werden. Die Regierung hat sich daher veranlaßt gesehen, dis musterhafte, den ganzen Geist der Studierenden so vortheilhaft bezeichnende, Benehmen öffentlich zu loben. Es mag dis zugleich als ein sprechender Beweis diesen, wie unbegründet und voreilig das Urtheil derjenigen ist, welche wähnen, als ginge allein von unsern Universitäten der Geist der Revolution und Unruhe aus.“ „Nachdem zunächst nur Neckereien und grobe Scherze zu hören gewesen waren, sammelten sich am Abend des 25. August 'Schaaren von Heppmännern', wohl vor allem Handwerksburschen und Straßenjungen, und zogen mit Äxten und Brecheisen bewaffnet in die Judengasse, wo sie im Laufe der Aktion von einer größeren Menschenmenge unterstützt in die Häuser wohlhabender Juden eindrangen, sie plünderten und den Hausrat zerstörten, wobei erheblicher Sachschaden entstand. Die Neue Speyerer Zeitung hebt besonders hervor, dass die Plünderer drei Stunden lang ungestört agieren konnten und weder Polizei noch die an dem Tag in der Stadt paradierende und unter Waffen stehende Bürgergarde eingegriffen hätten. Hilfe kam denn auch nicht von dieser Seite, sondern von zweihundert Heidelberger Studenten, die die Juden vor weiteren Misshandlungen und Plünderungen bewahrten und die auch in den nächsten Tagen zusammen mit (wenigen) anderen Bürgern durch Patrouillegehen für Ruhe in der Stadt sorgten.“ – Zitat Bergmann (2020), S. 160f. „In den Abendstunden des 25. August zog 'ein Trupp Handwerkspursche und Straßenjungen' in die Judengasse und begann eine systematische Plünderung der Häuser wohlhabender Juden, an der sich alsbald eine große Menschenmenge beteiligte. Nur durch das Eingreifen der Studenten wurden die Juden schließlich vor weiterer Mißhandlung und Plünderung bewahrtes Offenbar waren die Tumultuanten fast drei Stunden lang ungestört geblieben und von der Polizei wie auch von der unter Waffen stehenden Bürgergarde keinerlei Maßregeln getroffen worden. Den Studenten wurde anderntags der Dank der Regierung ausgesprochen;10 doch in weiten Teilen der christlichen Einwohnerschaft hatten sie sich mit der Verteidigung der Juden nur verhaßt gemacht. Am 26. August verlautete in der Stadt allenthalben, man wolle nachts erneut die Juden plündern und ‚gegen die hiesigen Akademiker zu Feld ziehen‘.“ – Zitat Rohrbacher (1993), S. 111 f. Publikation: Heinrich Graetz: Geschichte der Juden über die Rolle der Studenten und des Juristen Anton Thibaut. |
| Heidelsheim Baden                   | August 1819                     | C4 – „Während sich am 16./17. August in Karlsruhe und auch in Mannheim die judenfeindlichen Aktionen auf den Anschlag von Drohplakaten, Kaffeehausdiskussionen, 'Hep-Hep'-Rufen und vereinzelten Übergriffen beschränkten, brachen zwischen dem 20. und 22. August 1819 die ersten größeren Ausschreitungen in kleineren Städten, wie Pforzheim, Bühl sowie Heidelsheim und Untergrombach, beide zwischen Bruchsal und Karlsruhe gelegen, aus, die in einigen Fällen erst durch herbeigerufenes Militär unterdrückt werden konnten. […] In Heidelsheim sollten auf Anordnung des Ministeriums alle Heidelsheimer Bürger einbestellt und ihnen eine Frist von 24 Stunden eingeräumt werden, um die Täter zu benennen, die dann für den angerichteten Schaden aufkommen müssten. Sollte dies erfolglos sein, so sollte der betreffende Geldbetrag ohne Verzug von der gesamten Gemeinde eingetrieben werden. Die Heidelsheimer beugten sich diesem Druck nicht und behielten die Namen der Täter für sich.“ – Zitat Bergmann (2020), S. 159 „In Heidelsheim fielen in diesen Tagen ebenfalls bedeutendere Exzesse vor, die wie jene in Bühl durch herbeigerufenes Militär unterdrückt werden mußten.“ – Zitat Rohrbacher (1993), S. 111 Aufgrund der unklaren Überlieferungslage Abstufung von B zu C4 – die Angaben bei Bergmann und Rohrbacher sind nicht hinreichend für Kategorie B – in den Quellen bisher keine Angaben. Auf Anfrage an das Stadtarchiv Bruchsal keine Überlieferungen. |
| Heidingsfeld Unterfranken Bayern    | 4. August 1819                  | B – „Die Ereignisse griffen pogromtypisch zunächst auf die unmittelbare Nachbarschaft Würzburgs nach Heidingsfeld über, wohin sich viele Würzburger Juden geflüchtet hatten. Dort begannen bereits am 4. August 1819 Ausschreitungen und ‚Hep-Hep‘-Rufe. In Brandbriefen wurde mit Feuer gedroht, und als am 11. August ein Feuer in dem Städtchen ausbrach, wurde den jüdischen Mietern von ihren christlichen Vermietern gekündigt. Trotzdem kam es zu weiteren Brandstiftungen und zu antijüdischen Schikanen der aus Würzburg angerückten Feuerwehr.“ – Zitat Bergmann (2020), S. 151 „In dem Würzburg benachbarten Städtchen Heidingsfeld, das eine große jüdische Gemeinde aufzuweisen hatte, begannen die Exzesse am 4. August, als ein fremder Soldat an einigen von Juden bewohnten Häusern die Fenster einwarf. Daraufhin wurden auch hier 'Hepp-Hepp'-Rufe laut. Am 11. August brach in der Stadt ein Feuer aus; und da Brandbriefe mit gezielten Drohungen verbreitet worden waren, wurde allen jüdischen Mieten in Häusern christlicher Bürger auf der Stelle aufgekündigt. Trotzdem kam es noch mehrfach zu Brandstiftungen; dies gab der Würzburger Feuerwehr Veranlassung, zweimal unter dem Vorwand falschen Alarms mit der Wasserspritze nach Heidingsfeld auszurücken, um dort die Juden zu schikanieren.“ – Zitat Rohrbacher (1993), S. 102 Primärquelle: Aus dem Augenzeugenbericht des Leser Kraft [Druck: Bamberger, Würzburg-Heidingsfeld; Übertragung aus dem Jüdischdeutschen: S.R.] „Nun befürchteten wir Landjuden, daß solches Übel auf dem platten Lande Platz greife, wie auch wirklich am selben Tag des 13. Menachem [= Aw] hier in Heidingsfeld durch einen fremden einberufenen beurlaubten Soldaten in der Behausung des reichen Leib, Sohn des Josuah Schmalkalden und auch bei dem reichen David Veitshöchheim hier mehrere Fenster eingeworfen wurden, worauf auch hier von einigen Bürgern, namentlich Bierbrauer König und dessen Schwager, einem Sattler seiner Profession, wie noch mehr von einem Schreiner, in der Klingen wohnend, der böse Ruf »Hepp« sich ausgebreitet hat. [Sie] haben sogar Kindern Geld gegeben, auf daß sie auf der Gasse das gottlose Wort »Hepp« recht schreien sollen. […] Durch einen unglücklichen Brand, welcher in Heidingsfeld im Haus eines Schusters namens Hettlich [?] am Donnerstag, 25. Aw [richtig: 21. Aw] nachts um zwölf Uhr ausbrach, und durch welches große Feuer dann noch zwei Häuser und eine Scheuer abbrannten, wurde doch durch Gottes Hilfe das vorderseitig anstoßende Wohnhaus des reichen Jobel Frenklein und das hintersetig benachbarte Wohnhaus des Hirsch Höchberg gerettet, weil solches Feuer nur durch Fleiß von Juden gedämpft worden ist. Mehrere Nichtjuden haben ihre schlechte Meinung geäußert, als wäre solches Feuer gelegt, weil die dort wohnenden Juden mit der Bürgerschaft im Einverständnis waren. Herr Landrichter Behr von Würzburg wie auch Herr Dechant Lurz hier in Heidingsfeld haben mit Fleiß von Juden ruhmvoll erzählt, doch haben hierauf alle Bürger, welche in Heidingsfeld Juden als Hausmieter hatten, ihnen auf der Stelle aufgekündigt, wen diesen Hausbesitzern Drohbriefe in diese ihre Behausung gelegt worden sind, wenn sie nicht sogleich ihren im Hause wohnenden Juden aufsagten. Den darauf folgenden Freitag, am 22. des Monats mittags zwei Uhr wurde wirklich ein Feuer in der sogenannten Klingen gelegt, wo sehr viele Scheuern anstießen bei Steuereinnehmer Hoffmann. Durch in Würzburg [als Feueralarm] fallende zwei [Kanonen-] Schüsse aber sind aus Angst wegen dem ersten Brand sämtliche dort sich aufhaltenden Juden nach Hause gelaufen, um mit Löschhilfe herbeizueilen. Es heißt zwar allgemein, Heidingsfeld brannte an vier Ecken, doch hat es bei uns Juden angefangen.“ |
| Helsinki Finnland                   | September 1819                  | D – Exzesse, Tumulte, Rufe – Rohrbacher, 124 Bergmann (2020) ordnet Helsingfors / Helsinki den Orten zu, in denen es nur zu kleineren Vorfällen gekommen war. – unklar, außer bei Bergmann keine Erwähnung, mehr Nachweise erforderlich |
| Helsingør Dänemark                  | September 1819                  | C1 – „Die Unruhen blieben aber nicht auf Kopenhagen begrenzt, sondern zeigten sich auch an anderen Orten Seelands und Fünens, so wurden nach Jens Christian Manniche Unruhen in Helsingør, Hillerød, Næstved, Vordingborg und Slagelse verzeichnet […]“ – Zitat Bergmann (2020), S. 178 – mehr Nachweise notwendig, da es sich vermutlich um einen Vorfall der Kategorie B handelt „Vor dem 20. September wurden in Helsingor, Hillerod, Naestved, Vordingborg und Slagelse antijüdische Exzesse verzeichnet.“ – Zitat Rohrbacher (1993), S. 124 |
| Hillerød Dänemark                   | September 1819                  | C1 – „Die Unruhen blieben aber nicht auf Kopenhagen begrenzt, sondern zeigten sich auch an anderen Orten Seelands und Fünens, so wurden nach Jens Christian Manniche Unruhen in Helsingør, Hillerød, Næstved, Vordingborg und Slagelse verzeichnet […]“ – Zitat Bergmann (2020), S. 178 – mehr Nachweise notwendig, da es sich vermutlich um einen Vorfall der Kategorie B handelt „Vor dem 20. September wurden in Helsingor, Hillerod, Naestved, Vordingborg und Slagelse antijüdische Exzesse verzeichnet.“ – Zitat Rohrbacher (1993), S. 124 |
| Hollfeld Oberfranken Bayern         |                                 | D – Auf die Polizeiverstärkung in Bayreuth „beziehen sich die irrigen Angaben über Vorfälle in Pottenstein, Hollfeld, Ebermannstadt und 'vielen anderen Orten Oberfrankens' [bei Erb/Bergmann: Nachtseite der Judenemanzipation]“ – Zitat Rohrbacher (1993), S. 105 – also hier offenbar keine Vorfälle |
| Hülchrath Preußen                   | 30. Oktober 1819                | C1 – „Wenig später fielen in mehreren benachbarten Orten Exzesse vor; zu blutigen Mißhandlungen jüdischer Gottesdienstbesucher kam es am 30. Oktober in Hülchrath.“ – Rohrbacher (1993), S. 117 „Im [von Dormagen] benachbarten Hülchrath war in der Nacht zum 30. Oktober auf dem jüdischen Friedhof ein neu gesetzter Leichenstein zertrümmert worden, und am hellen Tag bewarf eine Rotte von 20-30 meist jungen Burschen die jüdische Schule mit Steinen und mißhandelte zwei Juden, als diese die Schule verlassen wollten.“ |
| Ingelfingen Württemberg             | September 1819                  | C3 – „Ein in Ingelfingen am 9. September gefundener Zettel kündigte für den folgenden Samstag »eine große Juden-Schlacht« an. Obwohl man sich »vollkommen überzeugt« gab, »daß dieser Zettel blos in der Absicht angeschlagen worden ist, um die Juden zu necken und zu schrekken«, wurden in den umliegenden von Juden bewohnten Orten umgehend heimliche Vorkehrungen gegen den Ausbruch von Unruhen getroffen.“ – Zitat Rohrbacher (1993), S. 110 |
| Jagstberg Württemberg               | August 1819                     | C1 – „Einige Tage später wurde in Jagstberg ein Jude von einem betrunkenen Soldaten und zu dessen Unterstützung herbeigeeilten Bürgern mehrfach mißhandelt, ehe er schließlich aus dem Städtchen entfliehen konnte.“ – Zitat Rohrbacher (1993), S. 110 |
| Karlsruhe Baden                     | 16./17. und 27./28. August 1819 | B – In Karlsruhe kam es zu „Hep-Hep“-Rufen am 16./17. August und am 27./28. August zu Ausschreitungen; die Überlieferungslage ist etwas kompliziert. „Die Hepp-Hepp-Ausschreitungen erreichten in Baden unter anderem auch Mannheim, Bruchsal, Pforzheim und Karlsruhe. Am 27. August 1819 rotteten sich abends Menschen in der Langen Straße (heute Kaiserstraße) und der Kronenstraße vor Wohnhäusern von Juden zusammen, skandierten den antijüdischen Ruf und warfen Steine auf die Fensterläden. Stadtkommandant Generalmajor Josef Ludwig Brückner ließ die Menge mit Militär auseinander treiben. Etwa zehn Tage zuvor waren an der Synagoge und einigen Häusern von Juden Zettel angeheftet worden mit dem Text: ‚Tod und Verderben den Juden!‘. Im Gesellschaftsverein der gehobenen Stände, dem Museum, hatte es zeitgleich einen Vorfall gegeben, bei dem ein Gardeoffizier das Dienstpersonal veranlasst hatte, Hepp-Hepp gegen ein jüdisches Museumsmitglied zu rufen, das daraufhin zum Austritt aufgefordert wurde.“ – Zitat Schuhladen-Krämer „In Karlsruhe hatten Unbekannte in der Nacht des 16./17. August an der Synagoge und einigen von Juden bewohnten Häusern Plakate angeschlagen, die den Juden Tod und Verderben ankündigten. In den Straßen waren nachts 'Hepp-Hepp'-Rufe zu hören, und in den Kaffee-häusern wurde lebhaft für und wider die Juden gesprochen. Am 17. August wurde ein angesehener Jude von einem Offizier mißhandelt.“ – Zitat Rohrbacher (1993), S. 111 – und widersprüchlich zwei Seiten weiter: „Zwei Tage nach dem aufsehenerregenden Heidelberger ‚Judensturm‘ kam es auch in Karlsruhe erstmals zu einem Tumult. Am Abend des 27. August zog eine Menschenmenge unter 'Hepp-Hepp'-Rufen durch die Straßen; doch da für diesen Tag bereits Angriffe gegen die Juden angedroht worden waren, hatten die Behörden frühzeitig Maßnahmen zur Sicherheit der Ordnung ergreifen können.“ – Zitat Rohrbacher (1993), S. 113 „Während sich am 16./17. August in Karlsruhe und auch in Mannheim die judenfeindlichen Aktionen auf den Anschlag von Drohplakaten, Kaffeehausdiskussionen, 'Hep-Hep'-Rufen und vereinzelten Übergriffen beschränkten, brachen zwischen dem 20. und 22. August 1819 die ersten größeren Ausschreitungen in kleineren Städten, wie Pforzheim, Bühl sowie Heidelsheim und Untergrombach, beide zwischen Bruchsal und Karlsruhe gelegen, aus, die in einigen Fällen erst durch herbeigerufenes Militär unterdrückt werden konnten.“ – Zitat Bergmann (2020), S. 159 Primärquelle 1: Bericht über die Hep-Hep-Krawalle Karlsruhe „Karlsruhe, vom 18. August. Die überhand nehmende nachtheilige Stimmung gegen die Juden, fängt nun auch an sich hier zu äußern. In der Nacht vom 16. Auf den 17. D. wurden an der Synagoge und an den Häusern einiger angesehenen Israeliten, unter anderen an dem Hause des bekannten Hofbankiers Haber, Anschläge gemacht, den Juden Tod und Verderben verkündigend. In den Straßen erschallte schon einigemal zu nächtlicher Zeit das ominöse „Hep, Hep“ und in den Kaffeehäusern wird lebhaft für und gegen die Juden das Wort genommen. Gestern vergaß sich sogar ein Offizier so sehr, daß er einen achtungswerthen Israeliten, der überdieß Lehrer am hiesigen Lycäum ist, körperlich beleidigte. Dieß Benehmen findet jedoch allgemeine Mißbilligung. Auch in Mannheim sollen Anschläge gegen die Juden gemacht worden seyn. Es ist zu wünschen, daß diese nachtheilige Stimmung sich nicht unter dem Landvolk verbreite, welches bei uns zum Theil sehr durch den Wucher der Juden leidet.“ Bei dem Gardeoffizier handelte es sich um de Lorne von Saint-Ange, der Karl Michael Marx „körperlich beleidigte“. Primärquelle 2: Bericht über die Hep-Hep-Krawalle Karlsruhe „Karlsruhe, den 28. Aug. Die Anzeigen des gegen die Juden gespannten Zeitgeistes, wovon früher schon mehrere öffentliche Anschläge von Drohungen den Beweis führten, haben sich heute Nacht den 27. dieß in voller Gährung gezeigt. Kaum war der Zapfenstreich vorüber, als das bekannte Hep! Hep! durch alle Straßen und Vieler Mund ertönte, und in dem geängstigtem Israeliten de höchste Furcht verbreitete. Da dieser Tag – nach dem Anschlagszettel – zum Angriffe auf die Juden bezeichnet war, so wurde schon früher Vorkehrung zur Aufrechterhaltung der Ordnung getroffen, und zahlreiche Abtheilungen von Infanterie, an deren Spitze des Stadtkommandant selbst ritt, durchstreiften die Straßen, sogar eine Abtheilung der Garde zu Pferd sprengte zuletzt im Galopp herbey, um die verschiedenen Haufen zu zersteuen. Uebrigens hatte kein wesentlicher Unfug Statt, und diesmal kamen die Juden mit der bloßen Furcht davon. Die Gährung wächst jedoch immer mehr, und verbreitet sich auch auf dem Lande sehr lebhaft. Es ist deshalb von der großherzogl. Polizeydirektion Folgendes verordnet worden: 1) Jedes lärmende Geschrey und jede Zusammenrottung, besonders zur Nachtzeit, ist auf das Strengste verboten. 2) Wer sich den Verfügungen der Polizey widersetzt, wird arretirt und nach der Strenge des Gesetzes bestraft. 3) Die Bürger und Einwohner werden aufgefordert, ihre Hausangehörigen, Kinder und Dienstboten, besonders bey eintretendem Abend, bey sich zu behalten, dieselbe zur gemeinsamen Mitwirkung an der allgemeinen Ordnung aufzufordern, endlich aber bey wieder eintretender Unordnung ihre Häuser sorgsam zu verschließen.“ Primärquelle 3: Quelle 5: Brief von Ludwig Robert an Rahel Verhagen, 28. August 1819 |
| Kassel Kurhessen                    | August 1819                     | C2 – „Kassel an einem Septembertag 1819: Schüler des örtlichen Lyzeums stellen ihren jüdischen Mitschülern und deren Eltern nach, schmähen und zwingen sie, die Parole der überall grassierenden Ausschreitungen, das 'jetzt so berüchtigte Hepp-Hepp', zu skandieren. So berichtet es der Oberpolizeidirektor an den kurfürstlichen Oberschulrat in Kassel. Die Obrigkeit reagierte in Kurhessen im Jahr der Karlsbader Beschlüsse ebenso besorgt wie kompromisslos. Nächtliche Versammlungen wurden aufgelöst, Unruhestifter in Haft genommen, oder wie im Fall des Kasseler Lyzeums die Lehrer angewiesen, die Schüler schon für das Rufen der Parole, die der Bericht als 'Losungswort zur Unordnung' bezeichnet, körperlich zu züchtigen. Im Vordergrund stand vor allem die Aufrechterhaltung der öffentlichen Ruhe und Sicherheit, nicht der Schutz der bedrohten Minderheit. Strafrechtlich verfolgt wurden Täter nur, wenn sie unmittelbar gestellt werden konnten.“ – Zitat Staatsarchiv Marburg – Bergmann 157 Primärquelle : Bericht über die Hep-Hep-Krawalle in Kassel „Kassel, den 7. Sept. Auch in hiesiger Residenz hat vor einigen Tagen unter dem Schutz der Nacht ein kleiner Exzeß gegen die Juden Statt gehabt. Ein Haufe Menschen versammelte sich plötzlich des Abends auf dem Königsplatze vor dem Hause des jüdischen Bankiers, Aron Gans, und begrüßte denselben mit dem bekannten Losungsworte, ganz so, wie angesehenen und vornehmen Personen ein Vivat gebracht zu werden pflege. Weder den Soldaten von dem benachbar[t]en kölnischen Thore noch den herbey eilenden Polizeydienern wollte es gelingen, ein Mitglied der verwegenen Gesellschaft handfest zu bekommen. In dem jüdischen Hause fand man während dieses Vorfalls für gut, sogleich alle Lichter auszulöschen. Der jüdische Bankier hat sich den andern Tag bey der Poizeydirektion über diesen Vorfall beklagt und um Schutz für die Zukunft gebeten. Dieser ist demselben, so wie seinen übrigen Glaubensgenossen zugesichert, jedoch auch den Juden Bescheidenheit empfohlen worden. Seit der Zeit bemerkt man mit Vergnügen, daß die hiesigen Juden in ihrem Betragen, wo sie mit Christen zusammen treffen, äußerst vorsichtig sind.“ |
| Kleve Preußen                       | unbekannt                       | C2 – Keine Tumulte, aber verbaler Radikalismus – Bergmann (2020), S. 140 |
| Koblenz Preußen                     | 15. August 1819                 | C1 – „Am 15. August wurde in Koblenz ein Jude beleidigt und tätlich angegriffen In einer Koblenzer Zeitung wurde anderntags dieser Vorfall in einer Weise mit Auslassungen über die 'Hepp-Hepp-Krawalle' in Frankfurt verbunden, die als Aufreizung zur Gewalt gegen die Juden verstanden werden mußte.“ – Zitat Rohrbacher, 114 Bergmann (2020) ordnet Koblenz den Orten zu, in denen es nur zu kleineren Vorfällen gekommen war. |
| Kopenhagen Dänemark                 | 3.–7. September 1819            | A – Ausführlich zu den scheren Ausschreitungen in Kopenhagen der dänische Wikipedia-Artikel Jødefejden 1819-1820 In Kopenhagen „kam es am 3. September zu ersten Ausschreitungen, in denen Seeleute die bewaffneten Bürger unterstützen. Bei diesen Übergriffen wurden jüdischen Geschäften in der Østergade die Schaufensterscheiben eingeschlagen und die Polizeikräfte von der großen Menschenmenge in die Flucht geschlagen (Husaren sollen sich geweigert haben, gegen die Tumultuanten vorzugehen), so dass erst eine Militäreinheit mit gezücktem Säbel die Tumulte beenden konnte. Trotz verstärkter Patrouillen breitete sich der Aufruhr in den nächsten Tagen aus, und Gruppen sowohl feiner Leute als auch der 'Pöbel' zogen durch die Stadt und zerstörten Fenster jüdischer Wohnungen. Es wurde das Haus eines Wechslers und Pfandleihers gestürmt und geplündert, er selbst einen Tag später von einer Menschenmenge verfolgt und misshandelt. Ältere Juden, die sich auf die Straße wagten, wurden geschlagen und gejagt. Viele Juden versteckten sich in den Kellern ihrer Wohnungen. Die Angriffe auf Häuser von Juden hielten bis zum 7. September 1819 an.“ – Zitat Bergmann (2020), S. 140, 177f. „Tatsächlich kam es in den Abendstunden des 3. September zu ersten Ausschreitungen in der Ostergade, wo an den jüdischen Geschäften sämtliche Fensterscheiben eingeschlagen wurden. […] Auch an den folgenden Tagen hielt in Kopenhagen die Unruhe an. Mehrfach wurden Plakate entdeckt, die zu weiteren Übergriffen aufforderten. […] Am 5. September wurde das Haus des Wechslers und Pfandleihers Erfeldt gestürmt und geplündert, einige Tage später wurde Erfeldt auf der Straße beschimpft und schließlich, nachdem er von einer Menschenmenge längere Zeit verfolgt worden war, mit Schlägen und Fußtritten mißhandelt. Noch am 7. September wurden an zahlreichen von Juden bewohnten Häusern eingeschlagene Fenster registriert.“ – Zitat Rohrbacher (1993), S. 123 f. Primärquelle: Bericht über die Krawalle in Kopenhagen „Dänemark Kopenhagen, den 7. Sept. Es ist die Fehde wider die Juden nun auch hier losgebrochen, und hat einen ziemlich ernsthaften Charakter angenommen. Schon in der vorigen Woche zeigten sich die Gemüther aufgeregt, und am 4. fielen die ersten Exzesse vor. Am nämlichen Tage waren auch mehrere Schriften, theils gegen die Juden, theils gegen die Regierung gerichtet, an öffentlichen Orten angeschlagen worden. Am 5. stieg der Tumult aufs höchste, und es wurden mehrere Menschen verwundet. Gestern, 6. D., Morgens erschien ein Plakat, worin eine Belohnung von 4000 Rbthlr. demjenigen zugesagt wird, der einen Verfasser der Druckschriften nachweisen, und Belohnung von 200 bis 1000 Rbthlr. denen, die die Anführer der Volkshaufen angeben können. Mittags erschien eine königl. Bekanntmachung, worin Se. Maj. Ihr höchstes Mißfallen zu erkennen geben, alles Zusammenrotten aufs strengste untersagen, und mit Anwendung der schärfsten Mittel drohen. Auch sey ein Standrecht niedergesezt, von welchem die Schuldigen ohne Appellation sogar mit der Todesstrafe bestraft werden könnten. Die ganze Garnision mußte Mittags ausziehen, die Bürgerschaft unter Gewehr gehen, scharfe Patronen wurden ausgetheilt, und alle Plätze und Märkte vom Militär besetzt; die in den Kopenhagen am nächsten liegenden Städten garnisonirenden Truppen wurden einberufen. Gegen Abend begann die Menge auf den Straßen wieder zuzunehmen, wurde aber von starken und häufigen Kavallerie- und Infanteriepatrouillen und Detaschments im Zaum gehalten; doch wurden an mehreren Orten Fenster eingeschlagen. Uebrigens gieng die Nacht ziemlich ruhig vorüber, und heute erschienen schon wieder mehr Juden auf den Straßen, als in den vorhergehenden Tagen, wo man deren wenige sah.“ |
| Köln Preußen                        | August 1819                     | C3 – „Vermutlich in der letzten Augustwoche wurde auch in Köln ein Pamphlet gegen die Juden angeschlagen.“ (Kölnische Zeitung, 29. August 1819) – Zitat Rohrbacher (1993), S. 114 „Aber auch in großen Städten dieser Region wie Köln und Düsseldorf gab es 'Hep-Hep'-Rufe und Plakatanschläge, die mit der Vertreibung der Juden oder gar mit einem Blutbad drohten, wobei es durch ein entschiedenes Handeln der Behörden bei bloßen Drohungen blieb“ – Zitat Bergmann (2020), S. 140, Fußnote 16 Bergmann (2020) ordnet Köln den Orten zu, in denen es nur zu kleineren Vorfällen gekommen war. |
| Königsberg Preußen                  | 29. September 1819              | C2 – Bergmann (2020) ordnet Königsberg den Orten zu, in denen es nur zu kleineren Vorfällen gekommen war. „In Königsberg waren bereits seit einiger Zeit 'Pasquille gegen die Judenschaft' verbreitet worden; auch hatte man in den zurückliegenden Wochen verschiedentlich 'Hepp-Hepp'-Rufe und Steinwürfe gegen Fensterscheiben registrieren müssen. […] Anderntags, am Vorabend des Versöhnungstages, wurde während des Gottesdienstes — offenbar nicht zum erstenmal — ein Stein durch ein Fenster in die Synagoge geworfen. Weitere Exzesse waren in Königsberg offenbar nicht zu vermerken.“ – Zitat Rohrbacher (1993), S. 116 f. Hierzu zwei weitere Angaben: „Antijüdisches war nicht minder aus Königsberg zu vermelden, wo Juden ebenfalls 'das Losungswort Hep Hep nachgerufen' und das Gerücht verbreitet wurde, laut dem sich 400 Königsberger unter der Leitung 'von vier Häuptlingen' verschworen hätten, 'die Juden aus der Stadt zu treiben, bei ihren Wohnungen keinen Stein auf dem anderen zu laßen'“ – Zitat Helfert und „Zu Königsberg gibt es in den Lebenserinnerungen von Fanny Lewald, die 1819 aber erst acht Jahre alt war, eine kurze Darstellung der Hep-Hep-Ereignisse: 'In Königsberg aber ging die Epidemie der Judenverfolgung ziemlich gelind vorüber. Es blieb bei den spottenden Nachrufen, und als man sich damit genug getan hatte, fand man sich von beiden Seiten äußerlich wieder zurecht' (Meine Lebensgeschichte, 3 Bände, hrsg. von Ulrike Helmer, Königstein/Taunus 1998, Bd. 1., S. 97 f.).“ – Zitat Bergmann (2020), S. 140, Fußnote 14 |
| Krakau Österreich                   | unbekannt                       | C4 – „[…] in Krakau soll es antijüdische Übergriffe von Seiten der Studenten gegeben haben, die vom Militär unterdrückt werden mussten.“ – Zitat Bergmann (2020), S. 177 „Zu Unruhen kam es angeblich in Krakau, wo Militär gegen rebellierende Studenten eingesetzt worden sein soll.“ – Rohrbacher (1993), S. 122 |
| Kreuznach Preußen                   | 27. September                   | C3 – „In Kreuznach wurden in der Nacht des 27./28. September an den Straßenecken gedruckte Zettel angeschlagen, die verkündeten, 'daß auf den langen Tag alle Juden aus Teutschland gejagt werden sollen'. […] vollständig wiedergegeben bei Sterling, Emanzipation, S. 293, wo jedoch fälschlich von 'Exzessen' in Kreuznach die Rede ist“ – Rohrbacher (1993), S. 118, auch Bergmann (2020), S. 140 Primärquelle: In Kreuznach verkündete ein in der Nacht vom 27. auf den 28. September an Straßenlaternen und Häuserecken angeschlagenes Flugblatt: „Kreuznacher, das Vehmgericht hat beschlossen, daß auf den langen Tag alle Juden aus Teutschland gejagt werden sollen. Es erwartet, daß die Stadt Kreuzenach dabey nicht zurückbleibt.“ Der Landrat hielt die Gendarmerie bereit, doch der Folgetag verlief ohne Unruhen. Daraus zogen die Behörden den Schluss, es handele sich nur um „Bangemachen“ ohne konkrete Verwirklichungsabsicht. Dies führte in manchen Städten und Regionen zum vorzeitigen Abzug der Militärtruppen. Meist aber wurde das Militär sofort eingesetzt, besonders dann, wenn die Aufrufe gegen die Juden mit allgemeineren politischen Forderungen verbunden waren. Dies deuteten die Behörden als revolutionäre Gärung, so dass sie – im eigenen Interesse, nicht nur dem der betroffenen Juden – jeden Massenprotest so rasch wie möglich erstickten. |
| Künzelsau Württemberg               | unbekannt                       | C2 – „Jeggle berichtet von einem Fall in Künzelsau, wo 'Hep-Hep'-Rufe von Erwachsenen mit einer Geldstrafe, von Kindern mit 'Rutenstreichen' zur Erlernung von Toleranz geahndet wurden (S. 95).“ – Zitat Bergmann (2020), S. 158 "Der Oberamtmann von Künzelsau berichtete am 2. September über 'Hepp-Nepp'-Rufe und ähnliche 'Neckereien', die 'beynahe in allen Orten' des Oberamts und der benachbarten Gegenden gegen die Juden geübt würden.' – Zitat Rohrbacher (1993), S. 109 f. |
| Leipzig Sachsen                     | August oder September           | C1 – „In Leipzig und Dresden kam es nach Zeitungsberichten gegen Ende des Monats August oder in den ersten Septembertagen zu Exzessen, die sich jedoch offenbar auf Steinwürfe gegen die Fenster von Juden bewohnter Häuser beschränkten.“ – Zitat Rohrbacher (1993), S. 118 Eintrag als kleinerer Vorfall auf der Karte „Hep-Hep-Krawalle des Jahres 1819“ bei Bergmann (2020), S. 141 – mehr Nachweise wünschenswert |
| Linz Preußen                        | unbekannt                       | D – „Es ist nicht auszuschließen, daß eine Strafandrohung wegen Störung der öffentlichen Ruhe, die am 3. November 1819 in Linz bekanntgemacht wurde, im Zusammenhang mit den erwähnten Krawallen zu sehen ist. In dem Text heißt es: 'Schon verschiedenemal ist die Anzeige gemacht worden, daß Kinder und selbst Erwachsene sich unterfangen, sowohl hiesige als fremde Juden auf der Straße und bis in ihre Häuser zu verfolgen und durch Zurufen von Wörtern, deren Sinn sie selbst nicht einmal kennen, zu beunruhigen. Noch gestern, als an einem hohen Festtage der katholischen Glaubensgenossen ist ein ähnlicher anstößiger Auftritt vorgefallen. Indem man hierüber nicht nur die größte Mißbilligung zu erkennen geben muß, muß man zugleich bedauern, daß man selbst Bürger bemerkt habe, welche eine ungezogene Rotte von Straßenjungen durch gewisses Beifallbezeugen aufmunterten, an einem so hohen Tag ungeziemenden Lärm zu treiben.'“ – mehr Nachweise wünschenswert |
| Lissa Preußen                       | August 1819                     | C2 – „Lediglich in Lissa wurden in der zweiten Augusthälfte mehrfach 'anonyme Billets' ausgestreut, die die Drohung enthielten, daß an den dortigen Juden 'das in Würzburg, Bamberg etc. gegebene Beispiel nächstens ausgeübt werden solle.'“ – Zitat Rohrbacher (1993), S. 118 Bergmann (2020) ordnet Lissa den Orten zu, in denen es nur zu kleineren Vorfällen gekommen war. |
| Mainz Hessen                        | August 1819                     | C4 – Primärquelle: Erwähnung Mainz (ohne weitere Angaben) „Kurze Nachrichten […] Die nämlichen Auftritte, welche in Würzburg, Bamberg, Frankfurt am Main gegen die Israelitischen Glaubensgenossen Statt gefunden haben, sollen auch in Baireuth, Darmstadt, Hannover und Mainz vorgefallen seyn.“ „Im Großherzogtum Hessen gab es Unruhen in weiteren Orten, und sie erreichten auch Mainz.“ – Zitat Bergmann (2020), S. 157 „Zu angeblichen Exzessen in Mainz s. Kölnische Zeitung“, 28. August 1819. Zitat – Rohrbacher (1993), S. 109 |
| Malchin Mecklenburg-Schwerin        | unbekannt                       | C4 – „Zu Übergriffen ist es möglicherweise in Malchin gekommen, da den dortigen Juden militärischer Schutz gewährt wurde.“ – Rohrbacher (1993), S. 120 |
| Mannheim Baden                      | 16./17. August 1819             | C3 – „Während sich am 16./17. August in Karlsruhe und auch in Mannheim die judenfeindlichen Aktionen auf den Anschlag von Drohplakaten, Kaffeehausdiskussionen, 'Hep-Hep'-Rufen und vereinzelten Übergriffen beschränkten, brachen zwischen dem 20. und 22. August 1819 die ersten größeren Ausschreitungen in kleineren Städten, wie Pforzheim, Bühl sowie Heidelsheim und Untergrombach, beide zwischen Bruchsal und Karlsruhe gelegen, aus, die in einigen Fällen erst durch herbeigerufenes Militär unterdrückt werden konnten.“ – Zitat Bergmann (2020), S. 159 „Auch in Mannheim sollten bereits 'Anschläge gegen die Juden gemacht worden seyn.' […] Von Plünderung der Juden in Mannheim spricht Lewin, Badische Juden, S. 194“ – Zitat Rohrbacher (1993), S. 111 |
| Marburg Kurhessen                   | August 1819                     | C3 – „Mit Flugblättern wurde die örtliche Bevölkerung, wie beispielsweise in Marburg und Fulda, aufgerufen, sich an den Hetzjagden zu beteiligen.“ – Zitat Staatsarchiv Marburg Primärquelle: In Marburg wurden im Oktober Zettel verteilt, auf denen stand: „den 18ten October wird hep, hep! gegeben, der Schauplatz ist auf allen Strassen. Gewisse Umstände zwingen uns, den HUNDSTATEN der Juden eine Galgenfriste zu gestatten. FURCHTBAR und alles vertilgend wird alsdann der Würgeengel ueber Euch schweben wie an jenem Tage in Jerusalem.“ Hier wurde auf den Ersten Kreuzzug angespielt, der am 15. Juli 1099 mit einem Massaker in Jerusalem geendet hatte. Der „Würgeengel“ (Ex 12,23 : ein biblischer Ausdruck für die Macht, mit der Gott den Israeliten zum Auszug aus Ägypten verhilft) wird hier zum Racheengel an den Juden umgedeutet. Antijüdisch gedeutete Bibelmotive spielten auch sonst auf vielen Flugblättern eine Rolle. Sie dienten dazu, den eigenen Handlungen eine religiöse Rechtfertigung und einen höheren Sinn zu geben. Sie zeigten die Wirkung der jahrhundertelangen kirchlichen Gottesmord-Propaganda und „jahrzehntelang angestaute Hassgefühle“ bei Christen, die bei geringfügigen Anlässen durchbrachen. |
| Meimbressen Kurhessen               | Sept./Okt. 1819                 | C1 – „Zu Ausschreitungen, die sich aber offenbar auf Fenstereinwürfe beschränkten, kam es hingegen im September und Oktober in einigen Landgemeinden, so in der kurhessischen Exklave Barchfeld (Thüringen) und in Meimbressen.“ – Zitat Rohrbacher (1993), S. 108 |
| Meiningen Sachsen                   | Ende März                       | D – Bergmann (2020) ordnet Meiningen den Orten zu, in denen es nur zu kleineren Vorfällen gekommen war. – mehr Nachweise notwendig, Ausschreitung wohl bereits im März 1819: siehe die „Übersicht über Ort und Zeit der tumultarischen Auftritte gegen die Juden in Deutschland 1819 mit dem Losungswort Hep-Hep“ (HStAM Best. 6 a Nr. 2548) „Widersprüchlich sind die Nachrichten über die Ereignisse in Sachsen-Meiningen. Die in Hildburghausen erscheinende Dorfzeitung berichtete im September 1819, der 'Judenlärm' habe eigentlich nicht erst im August in Würzburg, sondern bereits im Frühjahr in Meiningen begonnen. Die dortigen Juden sollen nach anderen Angaben durch die Krawalle fast sämtlich gezwungen gewesen sein, Meiningen zu verlassen. […] Es handelte sich zweifellos um einen lokalen Konflikt, der mit den späteren 'Hepp-Hepp-Krawallen' in keinem Zusammenhang stand.“ – Zitat Rohrbacher (1993), S. 118 Aufsatz von Christoph Gann |
| Memmelsdorf Unterfranken            | 28./29. August 1819             | C1 – „Zu einzelnen Steinwürfen gegen die Fenster der von Juden bewohnten Häuser kam es schließlich in der Nacht des 28./29. August in Memmelsdorf“ – Zitat Rohrbacher (1993), S. 104 |
| Mülhausen Frankreich                | September 1819                  | C2 – „Auch im notorisch unruhigen Elsass kam es in Straßburg zu 'Hep-Hep'-Rufen und zu unruhigen Auftritten, etwa in Schlettstadt und Ribeauville (Rappoltsweiler), in der Umgebung von Mühlhausen sowie in Durmenach, aber es waren keine Exzesse zu verzeichnen.“ – Zitat Bergmann (2020), S. 177 „Im Elsaß kam es im September 1819 in der Umgebung von Mülhausen und in Rappoltsweiler zu unruhigen Auftritten gegen die jüdische Bevölkerung, die daraufhin die Behörden um Schutz ersuchte.“ – Zitat Rohrbacher (1993), S. 122 |
| Naestved Dänemark                   | September 1819                  | C1 – „Die Unruhen blieben aber nicht auf Kopenhagen begrenzt, sondern zeigten sich auch an anderen Orten Seelands und Fünens, so wurden nach Jens Christian Manniche Unruhen in Helsingør, Hillerød, Næstved, Vordingborg und Slagelse verzeichnet […]“ – Zitat Bergmann (2020), S. 178 – mehr Nachweise notwendig, da es sich vermutlich um einen Vorfall der Kategorie B handelt „Vor dem 20. September wurden in Helsingor, Hillerod, Naestved, Vordingborg und Slagelse antijüdische Exzesse verzeichnet.“ – Zitat Rohrbacher (1993), S. 124 |
| Obergrombach Baden                  | August 1819                     | C1 – „Ebenfalls 1819 wurde die jüdische Leichenhalle auf dem Friedhof in Obergrombach angezündet, und es kam dort zu weiteren Akten des Vandalismus“ – Bergmann (2020), S. 159 – mehr Nachweise notwendig, da es sich vermutlich um einen Vorfall der Kategorie B handelt |
| Odense Dänemark                     | 12. September 1819              | B – „[…] und am 12. September kam es in Odense zu einem Tumult nach dem üblichen Muster, indem man den Abzug der Juden forderte, Häuser mit Steinen bewarf und in einzelnen Fällen auch plünderte. Auch hier konnte erst das Eingreifen des Militärs die Ruhe wiederherstellen.“ – Zitat Bergmann (2020), S. 178 „In Odense kam es am Abend des 12. September zu einem Tumult; die Menge rief 'Hepp-Hepp' und 'Hurrah, weg mit den Juden', bewarf mehrere von Juden bewohnte Häuser mit Steinen und schlug Fenster ein. Schließlich wurde die Tür eines Hauses eingeschlagen und der Laden des Kaufmanns Isaak Israel geplündert. Erst durch das Eingreifen des Militärs konnten die Ausschreitungen beendet werden.“ – Rohrbacher (1993), S. 124 Primärquelle: Bericht über die Krawalle in Odense „Dänemark Von Odense wird geschrieben: Auch hier, in der Hauptstadt Fühnens, sind einige Exzesse gegen die israelitischen Einwohner vorgefallen. Letzten Sonntag Abends versammelte sich ein Haufe von Handwerksgesellen und Lehrlingen ec. Vor dem Hause eines hiesigen Juden, warf die Fenster ein, und begieng andere Exzesse. Unser braver, allgemein beliebter Polizeimeister Hausen besänftigte die unruhigen Gemüther; allein dies konnte doch das Fenstereinwerfen in einer anderen Judenwohnung nicht verhindern. Als sich darauf der Zug wandte, um auch das Haus eines anderen Israeliten zu bestürmen, der sich auch dadurch auszeichnet, daß er seine Söhne theils studieren, theils ein Handwerk erlenen läßt, traten redlich gesinnte Bürger vor den tobenden Haufen, und schützten das Haus dieses Mannes vor allen Gewaltthätigkeiten. Einige Abtheilungen Reiterei und ein Theil des Bürgermilitärs machten endlich allem Unfug ein Ende. Schon am Montage war die Ruhe völlig wieder hergestellt; jede Nacht patrouilliren indeß noch mehrere Dragoner und bewafnete Bürger. Die Hauptruhestörer sind verhaftet worden, um den Gesetzen gemäß gestraft zu werden.“ |
| Pforzheim Baden                     | 20./22. August 1819             | C4 – „Während sich am 16./17. August in Karlsruhe und auch in Mannheim die judenfeindlichen Aktionen auf den Anschlag von Drohplakaten, Kaffeehausdiskussionen, 'Hep-Hep'-Rufen und vereinzelten Übergriffen beschränkten, brachen zwischen dem 20. und 22. August 1819 die ersten größeren Ausschreitungen in kleineren Städten, wie Pforzheim, Bühl sowie Heidelsheim und Untergrombach, beide zwischen Bruchsal und Karlsruhe gelegen, aus, die in einigen Fällen erst durch herbeigerufenes Militär unterdrückt werden konnten.“ – Zitat Bergmann (2020), S. 159 „Zwischen dem 20. und 22. August kam es in Pforzheim und Bühl 'zu höchst unruhigen Auftritten'; auch in Untergrombach bei Bruchsal 'hatten ähnliche Ausbrüche des Hasses Statt'.“ – Zitat Rohrbacher (1993), S. 111 Aufgrund der unklaren Überlieferungslage Abstufung von B zu C4 – die Angaben bei Bergmann und Rohrbacher sind nicht hinreichend für Kategorie B – in den Quellen bisher keine Angaben. Auf Anfrage an das Stadtarchiv Pforzheim keine Überlieferungen. |
| Pottenstein Oberfranken Bayern      |                                 | D – Auf die Polizeiverstärkung in Bayreuth „beziehen sich die irrigen Angaben über Vorfälle in Pottenstein, Hollfeld, Ebermannstadt und 'vielen anderen Orten Oberfrankens' [bei Erb/Bergmann: Nachtseite der Judenemanzipation]“ – Zitat Rohrbacher (1993), S. 105 – also hier offenbar keine Vorfälle |
| Prag Österreich                     |                                 | D – „Vollends unglaubwürdig sind die Angaben über unruhige Auftritte in Prag. […] Entgegen der Angabe bei Sterling, Anti-Jewish Riots, S. 136, erwähnt Varnhagen von Ense, Denkwürdigkeiten, keine Exzesse in Prag.“ – Zitat Rohrbacher (1993), S. 122 Bergmann (2020) ordnet Prag den Orten zu, in denen es nur zu kleineren Vorfällen gekommen war. – unklar, mehr Nachweise erforderlich |
| Pressburg (Bratislava)              | August 1819                     | C4 – Primärquelle : Bericht über die Hep-Hep-Krawalle in Pressburg „[…] In Preßburg sollen die Juden, zum Schutz gegen Mißhandlungen von einigen Individuen aus der niedrigsten Volksklasse, die Einschreitung der dortigen Behörden in Anspruch zu nehmen genöthigt gewesen seyn.“ Nur Nennung der Stadt mit Datum in der „Übersicht über Ort und Zeit der tumultarischen Auftritte gegen die Juden in Deutschland 1819 mit dem Losungswort Hep-Hep“ (HStAM Best. 6 a Nr. 2548) |
| Rappoltsweiler Frankreich           | September 1819                  | C2 – „Auch im notorisch unruhigen Elsass kam es in Straßburg zu 'Hep-Hep'-Rufen und zu unruhigen Auftritten, etwa in Schlettstadt und Ribeauville (Rappoltsweiler), in der Umgebung von Mühlhausen sowie in Durmenach, aber es waren keine Exzesse zu verzeichnen.“ – Zitat Bergmann (2020), S. 177. „Im Elsaß kam es im September 1819 in der Umgebung von Mülhausen und in Rappoltsweiler zu unruhigen Auftritten gegen die jüdische Bevölkerung, die daraufhin die Behörden um Schutz ersuchte.“ – Zitat Rohrbacher (1993), S. 122 |
| Regensburg Oberpfalz Bayern         | 18. August 1819                 | C3 – „Außerhalb Ober- und Unterfrankens blieb es in Bayern weitgehend ruhig, es kam nur zu kleineren Vorfällen und Drohbriefen etwa in Regensburg, wo die sofort ergriffenen militärischen Schutzmaßnahmen weitere Eskalationen verhinderten, sowie in Fürth und Zirndorf.“ – Zitat Bergmann (2020), S. 152 Bergmann (2020) ordnet Regensburg den Orten zu, in denen es nur zu kleineren Vorfällen gekommen war. |
| Rheinbreitbach Preußen              | 7. November 1819                | C1 – „In Rheinbreitbach kam es am 7. November zu einer Schlägerei zwischen Christen und Juden […].“ – Zitat Rohrbacher (1993), S. 118 |
| Rheinbrohl Preußen                  | 25./26. November 1819           | C1 – „[…] und in Rheinbrohl wurden in der Nacht des 25/26. November Schüsse durch das Fenster eines Juden abgegeben — wie der Polizeibericht vermutete, 'in der Absicht, ihn zu töten'.“ – Rohrbacher (1993), S. 118 |
| Riga                                | unbekannt                       | D – Bergmann (2020) ordnet Riga den Orten zu, in denen es nur zu kleineren Vorfällen gekommen war. – unklar, mehr Nachweise erforderlich |
| Rimpar Unterfranken Bayern          | 18. August 1819                 | B – Primärquelle: Bericht über die Hep-Hep-Krawalle in Sommerach und in Rimpar bei Würzburg „In Rimpar (2 Stunden nördlich von Würzburg) wurden am 18. dies. in der Nacht um 1 Uhr den Juden mit sehr großen Steinen die Fenster eingeworfen. Selbst die Fenster in der Schule (Synagoge) wurden eingeworfen. Dann drang ein Haufe Pöbel in die Synagoge selbst ein, zerschnitt die Gebetsbücher, riß den Vorhang von der Lade herab, worinn sich die Thora befindet, schleppt ihn auf die Straße hinaus, zertrümmerte die Leuchter und trieb noch anderen Unfug.“ „Die Unruhen blieben aber nicht auf die Städte begrenzt, sondern es kam in Ober- und Unterfranken auch in kleineren Orten und auf dem Lande zu 'Hep-Hep'-Rufen und Übergriffen. So wurden am 18. August in Sommerach (Unterfranken) und in Rimpar und Leinach bei Würzburg die Synagogen verwüstet […].“ – Zitat Bergmann (2020), S. 152. Die Angaben von Bergmann zu Leinach und Sommerach sind offenbar unzutreffend. Nur in Rimpar wurde die Synagoge verwüstet. |
| Rotenburg an der Fulda Kurhessen    | 10. bis 18. Oktober 1819        | C3 – „In Vacha (Thüringen) erzählte ein Kaufmann aus Rotenburg (Fulda), die 'allgemeine Stimmung' im Kurhessischen bezeichne den 18. Oktober, den Jahrestag der Niederlage Napoleons, als den Tag, an dem die Juden geplündert und verjagt werden sollten. Tatsächlich fand man in Rotenburg um den 10. Oktober am Rathaus eine 'Bekanntmachung' angeschlagen, die den Juden eine Frist von acht Tagen zum Verlassen der Stadt setzte. Auf heimlich ausgestreuten Zetteln war zu lesen: 'Den 18ten October wird hep, hep! gegeben, der Schauplatz ist in allen Strassen'“ – Zitat Rohrbacher (1993), S. 108 |
| Sarrebourg Frankreich               | Oktober 1819                    | C2 – „[…] nur in der Kleinstadt Sarrebourg kam es zu handfesten Ausschreitungen.“ – Zitat Bergmann (2020), S. 177 „Im Oktober berichtete das französische Innenministerium, daß die unruhigen Bewegungen gegen die Juden in Deutschland nun auch an mehreren Orten Lothringens ein Nachspiel gefunden hatten. Unordnungen waren in Saarburg und zwei kleinen Ortschaften im nördlichen Grenzgebiet, Brugny und Bionville-sur-Nied bei St. Avold, vorgekommen; doch hatten, sie sich offenbar auf 'Hepp-Hepp'-Rufe beschränkt.“ – Zitat Rohrbacher (1993), S. 123 |
| Schlettstadt Frankreich             | unbekannt                       | C2 „Auch im notorisch unruhigen Elsass kam es in Straßburg zu 'Hep-Hep'-Rufen und zu unruhigen Auftritten, etwa in Schlettstadt und Ribeauville (Rappoltsweiler), in der Umgebung von Mühlhausen sowie in Durmenach, aber es waren keine Exzesse zu verzeichnen.“ – Zitat Bergmann (2020), S. 177 |
| Schwerin Mecklenburg-Schwerin       | September 1819                  | C1 – „Verbale und schriftliche Ausfälle gegen den Schweriner Juden Ephraim Hollaender sowie ein tätlicher Angriff auf den jüdischen Kaufmann Levin Ladewig aus Crivitz in einem Wirtshaus in Schwerin“ – Zitat Gramenz „Auch in Schwerin wurden »Hepp-Hepp«-Rufe verzeichnet; junge Leute »klopften« an die Häuser jüdischer Einwohner, und in Gastwirtschaften kam es zu Neckereien. Nachdem Vertreter der großherzoglichen Regierung einem Konzert in der neu errichteten Synagoge beigewohnt hatten, tauchten an den Hauswänden Aufrufe zur Verfolgung der Juden auf.“ – Zitat Rohrbacher (1993), S. 120 |
| Slagelse Dänemark                   | September 1819                  | C1 – „Die Unruhen blieben aber nicht auf Kopenhagen begrenzt, sondern zeigten sich auch an anderen Orten Seelands und Fünens, so wurden nach Jens Christian Manniche Unruhen in Helsingør, Hillerød, Næstved, Vordingborg und Slagelse verzeichnet […]“ – Zitat Bergmann (2020), S. 178 – mehr Nachweise notwendig, da es sich vermutlich um einen Vorfall der Kategorie B handelt „Vor dem 20. September wurden in Helsingor, Hillerod, Naestved, Vordingborg und Slagelse antijüdische Exzesse verzeichnet.“ – Zitat Rohrbacher (1993), S. 124 |
| Sommerach Unterfranken Bayern       | 18. August 1819                 | B – „Über einen Vorfall in Sommerach (Unterfranken), wo man die Juden in der Synagoge angefallen und das Inventar geschändet hat, schrieb die Dorfzeitung bedauernd: 'Recht leid hat mir das Benehmen einiger schlechter Menschen in Sommerach gethan, die die Juden in ihrer Synagoge angefallen, alles darin zerstört und sogar, - ich mag es fast nicht sagen, - ihre heiligen Bücher, die ja auch uns heilig sind, zerrissen und zerschnitten haben. Mögen die Juden in Sommerach noch so schlecht sein, das war doch sehr unrecht.'“ – Zitat Erb / Bergmann 1989. „In Sommerach im Würzburgischen wurden die Juden die Fensterscheiben eingeschlagen“ - Zitat Augsburgische Ordinari Postzeitung, Nr. 206, 28. August 1819 „Die Unruhen blieben aber nicht auf die Städte begrenzt, sondern es kam in Ober- und Unterfranken auch in kleineren Orten und auf dem Lande zu 'Hep-Hep'-Rufen und Übergriffen. So wurden am 18. August in Sommerach (Unterfranken) und in Rimpar und Leinach bei Würzburg die Synagogen verwüstet […].“ – Zitat Bergmann (2020), S. 152. |
| Straßburg Frankreich                | September 1819                  | D – „Auch im notorisch unruhigen Elsass kam es in Straßburg zu 'Hep-Hep'-Rufen […].“ – Zitat Bergmann (2020), S. 177 „Unwahrscheinlich sind hingegen Angaben über antijüdische Unruhen, die in Straßburg vorgefallen sein sollen.“ – Rohrbacher (1993), S. 122 f. |
| Untergrombach Baden                 | 20./22. August 1819             | C4 – „Während sich am 16./17. August in Karlsruhe und auch in Mannheim die judenfeindlichen Aktionen auf den Anschlag von Drohplakaten, Kaffeehausdiskussionen, 'Hep-Hep'-Rufen und vereinzelten Übergriffen beschränkten, brachen zwischen dem 20. und 22. August 1819 die ersten größeren Ausschreitungen in kleineren Städten, wie Pforzheim, Bühl sowie Heidelsheim und Untergrombach, beide zwischen Bruchsal und Karlsruhe gelegen, aus, die in einigen Fällen erst durch herbeigerufenes Militär unterdrückt werden konnten.“ – Zitat Bergmann (2020), S. 159 „Zwischen dem 20. und 22. August kam es in Pforzheim und Bühl 'zu höchst unruhigen Auftritten'; auch in Untergrombach bei Bruchsal 'hatten ähnliche Ausbrüche des Hasses Statt.'“ – Rohrbacher (1993), S. 111 Aufgrund der unklaren Überlieferungslage Abstufung von B zu C4 – die Angaben bei Bergmann und Rohrbacher sind nicht hinreichend für Kategorie B – in den Quellen bisher keine Angaben. |
| Vordingborg Dänemark                | September 1819                  | C1 – „Die Unruhen blieben aber nicht auf Kopenhagen begrenzt, sondern zeigten sich auch an anderen Orten Seelands und Fünens, so wurden nach Jens Christian Manniche Unruhen in Helsingør, Hillerød, Næstved, Vordingborg und Slagelse verzeichnet […]“ – Zitat Bergmann (2020), S. 178 – mehr Nachweise notwendig, da es sich vermutlich um einen Vorfall der Kategorie B handelt „Vor dem 20. September wurden in Helsingor, Hillerod, Naestved, Vordingborg und Slagelse antijüdische Exzesse verzeichnet.“ – Zitat Rohrbacher (1993), S. 124 |
| Wien Österreich                     | unbekannt                       | C4 – „In Österreich fanden die 'Hepp-Hepp-Krawalle' offenbar nur geringen Widerhall In Wien und Graz zeigten sich Spuren der Unruhe, die jedoch keine ernsteren Folgen hatten. […] In Wien fand man an von Juden bewohnten Häusern die Aufschrift 'Hepp-Hepp'; hier und in Graz wurden 'Hepp-Hepp'-Rufe laut.“ – Rohrbacher (1993), S. 122 Bergmann (2020) ordnet Wien den Orten zu, in denen es nur zu kleineren Vorfällen gekommen war. |
| Würzburg Unterfranken Bayern        | 2.–8. August 1819               | A – Würzburg war der Ausgangspunkt der Hep-Hep-Krawalle. Über vier Tage befand sich die Stadt im Ausnahmezustand. Jüdische Geschäfte und Wohnhäuser wurden attackiert und geplündert, Personen körperlich und teils auch mit Schusswaffen angegriffen. Die meisten der etwa 400 jüdischen Bewohnerinnen und Bewohner verließen am 4. August fluchtartig die Stadt. Einer der Angreifer und ein Soldat kamen am 3. bzw. 4. August ums Leben. Polizei und Militär konnten die Lage zunächst nicht unter Kontrolle bringen. Erst als am 5. August das Militär auf etwa 700 Soldaten aufgestockt wurde und in die Stadt einrückte, beruhigte sich die Lage und jüdischen Familien kehrten am 8. August wieder in ihre Häuser zurück. In den kommenden Wochen flammte die Gewalt immer wieder auf. Ende August wurde die Würzburger Synagoge verwüstet. – Zusammenfassung nach Bergmann (2020), S. 142–150 „Die beträchtliche Dauer der Unruhen, die Massivität des militärischen Einsatzes (allein 700 Soldaten versahen zwischen dem S. und 9. August Wachdienst in der Stadt) und die beiden Todesopfer machen deutlich, dass wir es hier nicht mit dem verbreiteten Typus eines kurzfristigen Krawalls auf niedrigem Gewaltniveau zu tun haben, sondern, wie das Frankfurter Journal es formulierte, mit einem 'allgemeinen Aufstand gegen die Juden'“ – Zitat Bergmann (2020), S. 147 Dissertation und Aufsatz von Ursula Gehring-Münzel. Wikipedia-Artikel Zell am Main: „Im Zuge der Hep-Hep-Krawalle 1819 waren viele Jeschivahstudenten und andere Juden aus Würzburg ins Umland geflohen, unter anderem zu Rosenbaum nach Theilheim. Rosenbaum und Bergmann gründeten mit einigen der geflohenen Würzburger in Unterzell eine neue jüdische Gemeinde, deren Rabbiner Rosenbaum wurde, und in der Folge auch eine Talmudschule.“ Primärquelle 1: Bericht (Zirkular) des königlich bayerischen Staatsrats und Generalkommissärs des Untermainkreises, Freiherrn von Asbeck zu Würzburg, 11. August 1819 „Seit dem 2. d.M. hatten einige unruhige Bewegungen dahier Statt, deren Zweck und Umfang nun klar vorliegen. Der ganze Lärm war gegen die dahier ansässigen und in der Stadt handelnden Juden gerichtet. Schon seit einiger Zeit wurde, wenn ein Jude sich auf der Straße sehen ließ, das Wort Hepp ihm fast allgemein entgegen gerufen. Man achtete dieses anfänglich für einen Muthwillen, bis am 2ten Abends auf der Domgasse hunderte von Menschen sich sammelten, welche mit großem Lärmen Hepp riefen. Kaum war die Polizey-Mannschaft im Stande, dem Unwesen ein Ende zu machen. Auch die Militär-Patrouillen bewirkten nicht mehr, als die Auflösung des Haufens, welcher sich nun in fast alle Gassen zerstreut; und das Schreyen fortsetzte. Am Abende des 3ten gestaltete sich der Haufe in der Art, und das Schreyen und Lärmen war so stark geworden, daß häufige Militär-Patrouillen die Polizey-Mannschaft unter-stützen mußten. Gleichwohl konnten sie nicht hindern, daß einzelne Haufen die Fenster einzelner Judenhäuser zertrümmerten. Bey einem solchen Angriffe war es, daß ein junger Bürger von einem Polizey-Soldaten tödlich verwundet wurde. Ob dieser mehr als Nothwehr im Dienste sich erlaubt habe, wird nun untersucht. Am 4ten vor Mittag rotteten sich Gassenjungen und sonst verdorbenes Gesindel zusammen, und zogen von einer Juden-Wohnung zur anderen, zertrümmerten in Eile Fenster, Läden und Thüren, rissen die Handelsfirma ab, zerstörten Waaren, Hausgeräthe; geraubt und geplündert wurde wenig. Auf Requisition der königl. Regierung, welche solcher frevelhaften Ruhestörung nun die ernstlichsten Maasregeln entgegensetzen zu müssen glaubte, trat nun die ganze Garnison in Gewehr; zahlreiche Infanterie- und Cavallerie-Patrouillen durchstreiften — sich kreuzend — die Stadt in allen Richtungen. An das Militär schlossen sich zahlreiche Detaschements der Landwehr, an deren Spitze sich angesehene Bürger — ausgezeichnet durch eine Binde mit der Nationalfarbe um den Arm —, Gemeindebevollmächtigte und Bezirksvorsteher stellten. Vor Mitternacht ereignete sich unglücklicher Weise ein Vorfall, welcher leicht die Veranlassung zu schlimmem Auftritten hätte geben können. Es geschah ein Schuß auf eine Militär-Patrouille, und ein Mann fiel tödlich verwundet darnieder. Der Verdacht fiel sogleich auf einen Schuhmachermeister; bekannt als ein äußerst leidenschaftlicher Mann, wegen frevelhafter Attentate auf Menschenleben und anderer groben Überschreitungen der Gesetze schon öfters bestraft und wegen allen jetzt gegen ihn zeugenden Anzeigen der That wurde er auf Befehl der k. Regierung alsbald zur Haft gebracht und befindet sich nun im Criminal-Arreste. Die übrige Nacht gieng ohne weitere gewaltsame Auftritte vorüber. An den zunächst folgenden Tagen fielen zwar noch einzelne Excesse vor, indessen ist bis jene die Ruhe im Allgemeinen nicht mehr gestört worden, obgleich die in den stürmischen Tagen ergriffenen militärischen Maasregeln zurückgenommen worden sind. Gegen 23 Individuen sind arretirt, und werden nun theils polizeylich, theils von dem Criminalgerichtshofe untersucht. Kein rechtlicher Bürger befindet sich darunter, das Ganze bestehet aus Handwerkspurschen und Jungen, aus fremdem zugelaufenem Gesindel, und aus einem Paar verganteter Bürger. Es verdient bemerkt zu werden, daß dieser zügellose Haufe bey dem Angriffe auf die Judenhäuser alles, was als Angriff auf den Staat, oder vielmehr auf das Staats-Oberhaupt hätte gedeutet werden können, sorgfältig vermied. An einem Judenladen wurde die Handelsfirma abgerissen, der daneben hängende Schild, welcher eine Niederlage königl. Porcellains in demselben Laden andeutete, geschont. Ebenso schonend gieng der Haufe an den königl. Wappen vorüber, welche an den Wohnungen jüdischer Lotto-Collecteurs aufgehängt waren, obgleich die Fenster mit einem Steinhagel begrüßt, und sonst alle jüdische Handels-Schilde abgerissen wurden.“ Primärquelle 2: Aus dem Augenzeugenbericht des Leser Kraft [Druck: Bamberger, Würzburg-Heidingsfeld; Übertragung aus dem Jüdischdeutschen: S.R.] „Am 13. des Monats am frühen Morgen, wie wir Landjuden wie gewöhnlich nach Würzburg gingen, wurden wir so mit 'Hepp'-Schreien überfallen, daß neben dieser großen Beschämung auch Leibesgefahr drohte. Mehrere tausend Nichtjuden standen auf der Gasse, rotteten sich haufenweise zusammen, und wenn sie einen Juden von ferne erblickten, haben sie ihn verfolgt. Selbst mir Unterschriebenem ist eine Christenfrau mit viel großem Lumpengesindel nachgelaufen, und nur durch das glückliche Eindringen in dem sogenannten Fischerischen Kaffeehaus auf der Domgasse, durch welches ich hinten hinausging, und geschwind an den Fluß Main gelaufen, alldort über-gefahren bin, konnte ich mein Leben retten. […] Keine Polizei noch Militärpatrouille war in der Lage diese böse Menschenmenge zu vertilgen, so daß dort jeder Jude in gleicher Weise der Verfolgung ausgesetzt war, der sich nur aus Würzburg flüchten wollte. Mehrere sind mit Chaisen und Postkutschen herausgefahren, mehrere durch militärische Begleitung herausgekommen. Am selben Tag hatte diese Rotte von Übeltätern alle Firmenschilder von Juden abgerissen. So weit ist ihre eigene Gewalt gegangen, daß sie an diesem Mittag zwölf Uhr bei dem reichen Jakob Forchheimer in Würzburg ein ganz fest und neu verfertigtes Tor nach geendigtem Fenstereinwurf an seinem Haus durch Zimmerleute mit Hebeln einsprengten, und viel schönes Möbel als gleichsam Stockuhren, Kanapeesessel und noch mehr dergleichen Gegenstände zum Fenster hinauswarfen, auf daß kein Jude davon Nutzen zöge. Eben bei diesem erwähnten Jakob Forchheimer war der General von Gebsattel und Erster Rat namens Jenum zugegen, konnten keine Abwehr halten. In derselben Nacht, nämlich jener des 13. Aw, sind viele Würzburger Juden mit Frau und Kindern geflohen, und obzwar aus Sorge um die Sicherheit von den Landesbeamten und dem Ortsvorstand die Vorkehrung getroffen worden war, keinen Würzburger Juden zu logieren, sind doch die meisten in Heidingsfeld aufgenommen worden, wie auch fremde Juden, welche gerade Würzburg passieren mußten.“ Primärquelle 3: Bericht des Frankfurter Journals vom 7. August 1891 „Wir haben zwei schreckenvolle Tage erlebt: Schon lange herrschte hier eine dumpfe Unzufriedenheit über die bedeutende Vermehrung der hiesigen Juden, von welchen in der Vorzeit gar keine hier geduldet waren, die endlich, wie der Ausbruch eines Vulkans in eine volle Empörung gegen dieselben ausbrach. Grosse Volksmassen stürmten am 3. die Häuser der hiesigen Juden; rissen unter wildem Geschrei ihre Aushängeschilder herunter, zertrümmerten solche, warfen Thüren, Fenster und Läden ein, und da sich mehrere der Juden zur Wehre setzten, so wurden sie durch Prügel sehr misshandelt. … Diese Schreckensscene erneuerte sich gestern aufs neue und was von Wohnungen, Läden und Schildern übrig blieb, wurde heute zertrümmert. Nun flüchteten die Juden in Schaaren zur Stadt hinaus, was einen erschütternden Anblick gewährte, indem man sich von dem Heulen und Wehklagen derselben, auf ihrer Flucht, kaum einen Begriff machen kann. Das ausgerückte Militair stellte endlich die Ruhe wieder her; jedoch büssten auch von diesem Einige ihr Leben ein. Noch heute sieht man keinen Juden in hiesiger Stadt. Wenn solche Vorfallenheiten das Herz jedes Menschenfreundes mit Schmerz erfüllt, so ist es auf der anderen Seite leider nur zu wahr, dass die Juden in Deutschland in jeder Hinsicht besser daran sind, als die Christen: Sie arbeiten nicht, und wollen nicht arbeiten, bemächtigen sich alles Handels, und da sie sich über jede Beschimpfung und Erniedrigung hinaussetzen, so gelingt es ihnen durchaus, ihre Waaren zu Spottpreisen an den Mann zu bringen, während der ehrliebende christliche Kaufmann oft nah rungslos in seinem Gewölbe sitzt […] Der christliche Handwerker, der kümmerlich im Schweiss seines Angesichts sein nothdürftiges Brod erwirbt, muss mit grossen Kosten seine Knaben bis zu Konfirmation erziehen, dann erst muß er sie zu irgend einem Geschäfte auf 3 auch 4 - bei der Handlung auf 6 - Jahre, zur Lehre geben, und sie während dieser Zeit auf seine Kosten unterhalten. Ist diese beendigt dann müssen solche die Wanderjahre und nach ihrer Zurückkunft die Muthjahre aushalten; dann erst können sie zum Meister werden — und das öfters mit schweren Kosten —gelangen. Ganz anders verhält es sich mit den Juden: im 15. und 14. Jahre nimmt schon der Wechsler seine Söhne mit sich auf den Handel, unterrichtet sie, und von diesem Zeitpunkt an, müssen sie auf die leichteste Art von der Welt, sich schon ernähren; so dass wenn der christliche Handwerker nach vielen Mühseligkeiten erst im 30. Jahre zur Selbstständigkeit gelangen kann, der Jude sich bis dahin öfters schon grosse Summen erworben hat. Solche Sachen müssen endlich dem christlichen Volke die Augen öffnen! Das sind Wahrheiten, die nicht zu widerlegen sind. Man spricht immer von moralischen Verbesserungen der Juden und schreibt grosse Abhandlungen darüber. Ich sage aber mit wenigen Worten: die Juden, als Juden, sind nicht zu bessern; bei ihren Religionsgrundsätzen, werden sie, trotz der Aufklärung, die sich hin und wieder unter ihnen verbreitet, dennoch bleiben, was sie bisher waren und sind. Nur Ein Mittel haben christliche Regierungen zu ergreifen, die Juden für kommende Geschlechter nützlicher zu machen; das nämlich: ihnen den Uebertritt zu den christlichen Religionen so viel wie möglich zu erleichtern, ja ihn hei Betreibung jeder Art bürgerlichen Gewerbes zur unerlässlichen Bedingung zu machen.“ |
| Zirndorf Mittelfranken Bayern       | 18. August 1819                 | C3 – „Außerhalb Ober- und Unterfrankens blieb es in Bayern weitgehend ruhig, es kam nur zu kleineren Vorfällen und Drohbriefen etwa in Regensburg, wo die sofort ergriffenen militärischen Schutzmaßnahmen weitere Eskalationen verhinderten, sowie in Fürth und Zirndorf.“ – Zitat Bergmann (2020), S. 152 |